# M113
El M113 es un transporte blindado de personal con orugas que fue desarrollado y producido por la empresa estadounidense FMC Corporation. El M113 fue enviado al Ejército de Estados Unidos en Europa en 1961 para reemplazar al M59. Se usó por primera vez en combate en abril de 1962 después de que Estados Unidos proveyese al ejército sudvietnamita de armamento pesado, incluyendo el M113. Finalmente, se convirtió en el vehículo blindado más usado por el Ejército de Estados Unidos en la guerra de Vietnam, sirviendo para abrirse paso a través de espesos matorrales en medio de la jungla para atacar y tomar las posiciones enemigas.
El M113 fue el primer vehículo de combate con casco de aluminio que se produjo en masa. Mucho más liviano que los vehículos similares anteriores, su blindaje de aluminio fue diseñado para ser lo suficientemente grueso como para proteger a la tripulación y los pasajeros contra el fuego de armas pequeñas, pero lo suficientemente liviano como para que el vehículo fuera transportable por aire y moderadamente anfibio.
En el Ejército de Estados Unidos, la serie de vehículos M113 ha sido reemplazada en la primera línea de combate por los M2 y M3 Bradley, pero muchos siguen en uso con roles de apoyo como el de ambulancia blindada, transportador de mortero, vehículo de ingeniería y vehículo del mando.
La versatilidad del M113 generó una amplia variedad de adaptaciones que siguen en uso en todo el mundo. Estas variantes representan actualmente alrededor de la mitad de los vehículos blindados del Ejército de EE. UU. Hasta la fecha, se estima que más de ochenta mil vehículos de la familia M113 han sido producidos y utilizados en más de cincuenta  países de todo el mundo, lo que lo convierte en uno de los vehículos blindados de combate más utilizados de todos los tiempos.
La producción del M113 terminó en 2007. El Ejército de Estados Unidos inició el programa del Vehículo Blindado Multipropósito para tener un sustituto. En 2014 se seleccionó a la empresa BAE Systems para la fabricación del nuevo blindado.
En las Fuerzas de Defensa de Israel hay seis mil M113, aunque desde 2014 han buscado sustituirlos gradualmente por el Namer.

## Desarrollo
Después del final de la Segunda Guerra Mundial nuevos blindados equiparon a las fuerzas armadas: M41 Walker Bulldog, tanque medio M48 Patton, tanque pesado M108 del Cuerpo de Marines, cañones autopropulsados antitanques M56 Scorpion y otros modelos. También se buscaba un nuevo vehículo blindado de transporte de personal, que podría usarse para todo tipo de misiones y que incorporaría los nuevos avances tecnológicos. El futuro vehículo sería un taxi de combate , a efectos prácticos un blindado con casco cerrado que podría llevar un escuadrón de fusileros al campo de batalla. Además se presentaron una serie de requisitos: transporte aéreo, anfibio y alta versatilidad.
Food Machinery Corporation (FMC),  tenía una amplia experiencia en el desarrollo y producción de blindados. En los primeros años 1950 creó el transporte blindado de personal M75, que participó en la guerra en Corea, y el más avanzado anfibio M59. Este último era más pequeño que el M75 y resultó ser significativamente más barato.

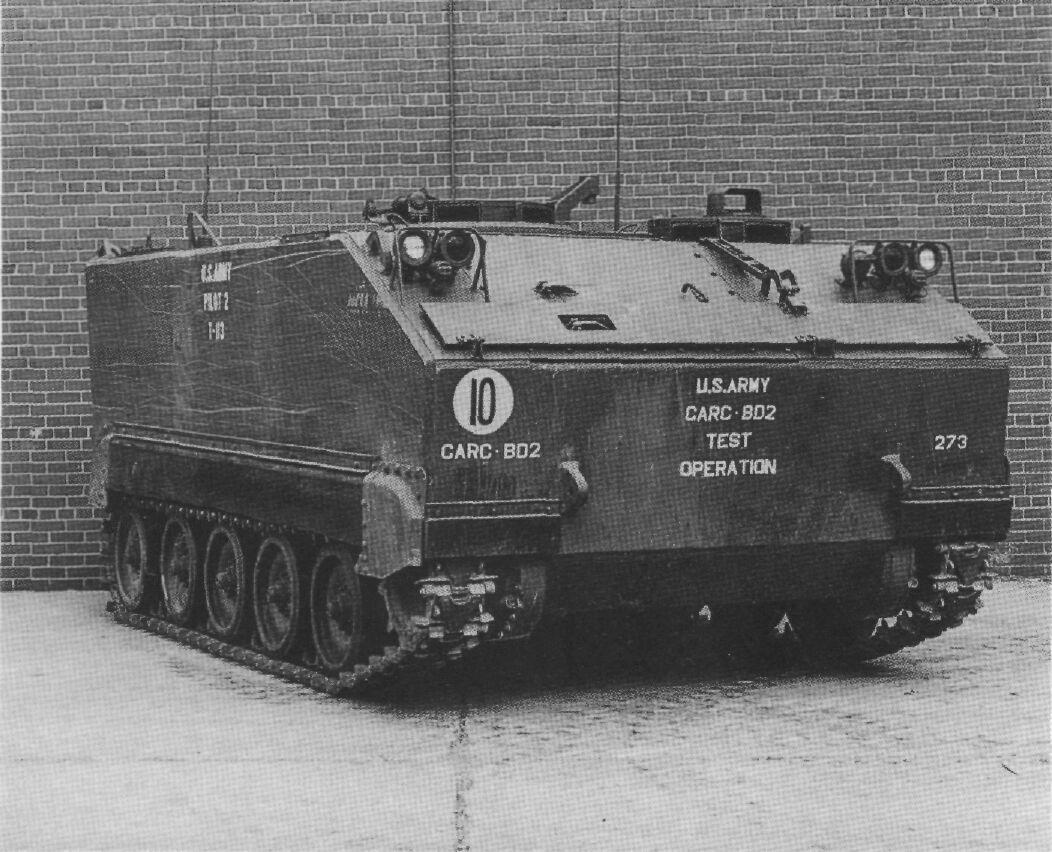
Prototipo FMC T113.

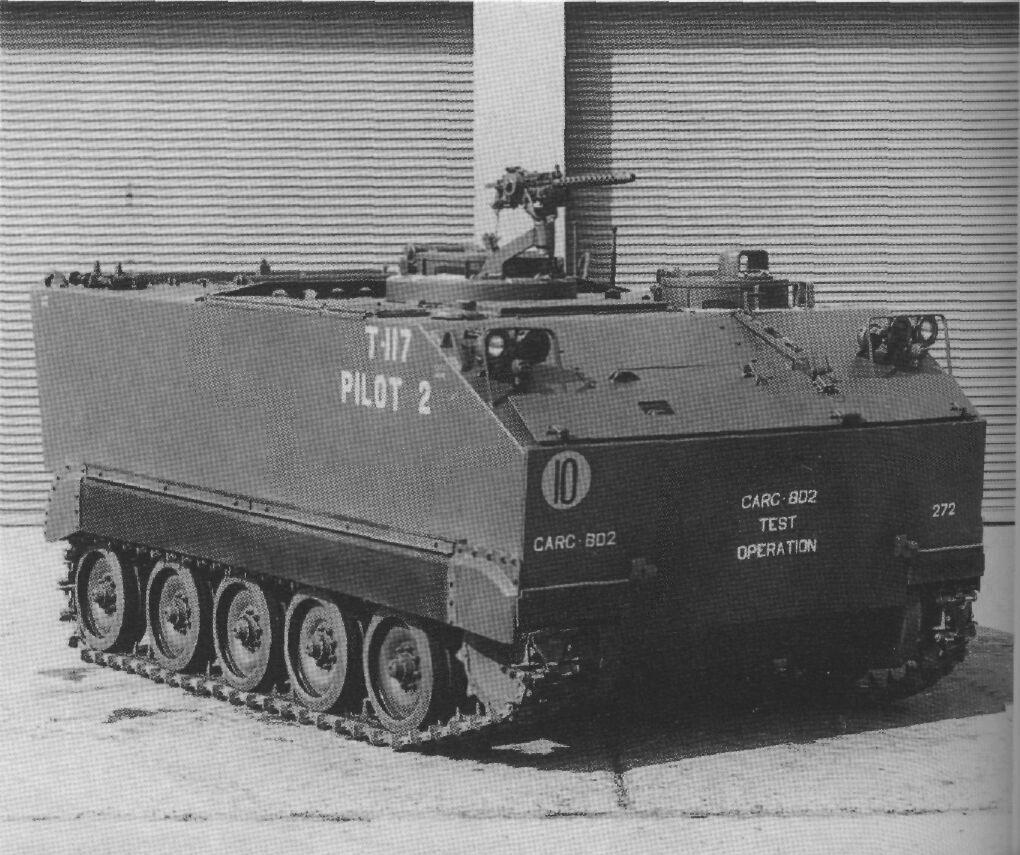
Prototipo FMC T117.

El Ejército de Estados Unidos buscaba una "familia de vehículos blindados multipropósito aerotransportables".
FMC Corporation respondió con dos propuestas: dos versiones del vehículo de aluminio T113 (uno con un blindaje más grueso y otro con uno más delgado) y el vehículo similar T117 (que era mayoritariamente de acero). Se escogió la versión con un blindaje más grueso del T113 porque pesaba menos que el T117 de acero y ofrecía el mismo nivel de protección. En 1960 el Ejército de EE. UU. adoptó un diseño mejorado del T113, el T113E1, que pasó a llamarse "M113". En 1964 empezó a producirse un prototipo que funcionaba con diésel, el T113E2, que pasó a ser conocido como "M113A1" y que sustituyó rápidamente al M113 de gasolina. En 1994 FMC constituyó United Defense, para hacer sus vehículos. En 2005 United Defense fue adquirida por BAE Systems.
En un primer momento, el M113 solo contaba con una ametralladora M2 Browning.
Los M113 con orugas Kégresse, hechas de goma, están en uso por las fuerzas canadienses y otras para permitir una operación sigilosa, menos daño a las carreteras pavimentadas, mayor velocidad, menos mantenimiento, acceso al terreno donde la operación de vehículos con ruedas no es práctica y menos vibración y resistencia a la rodadura.

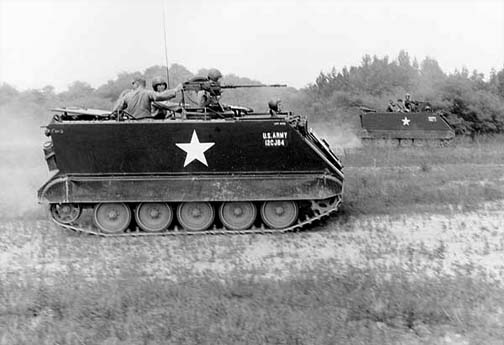
M-113, Fort George G. Meade, Maryland en 1965.

La empresa italiana OTO Melara ha producido más de 4.500 M113 bajo licencia.

### El ACAV

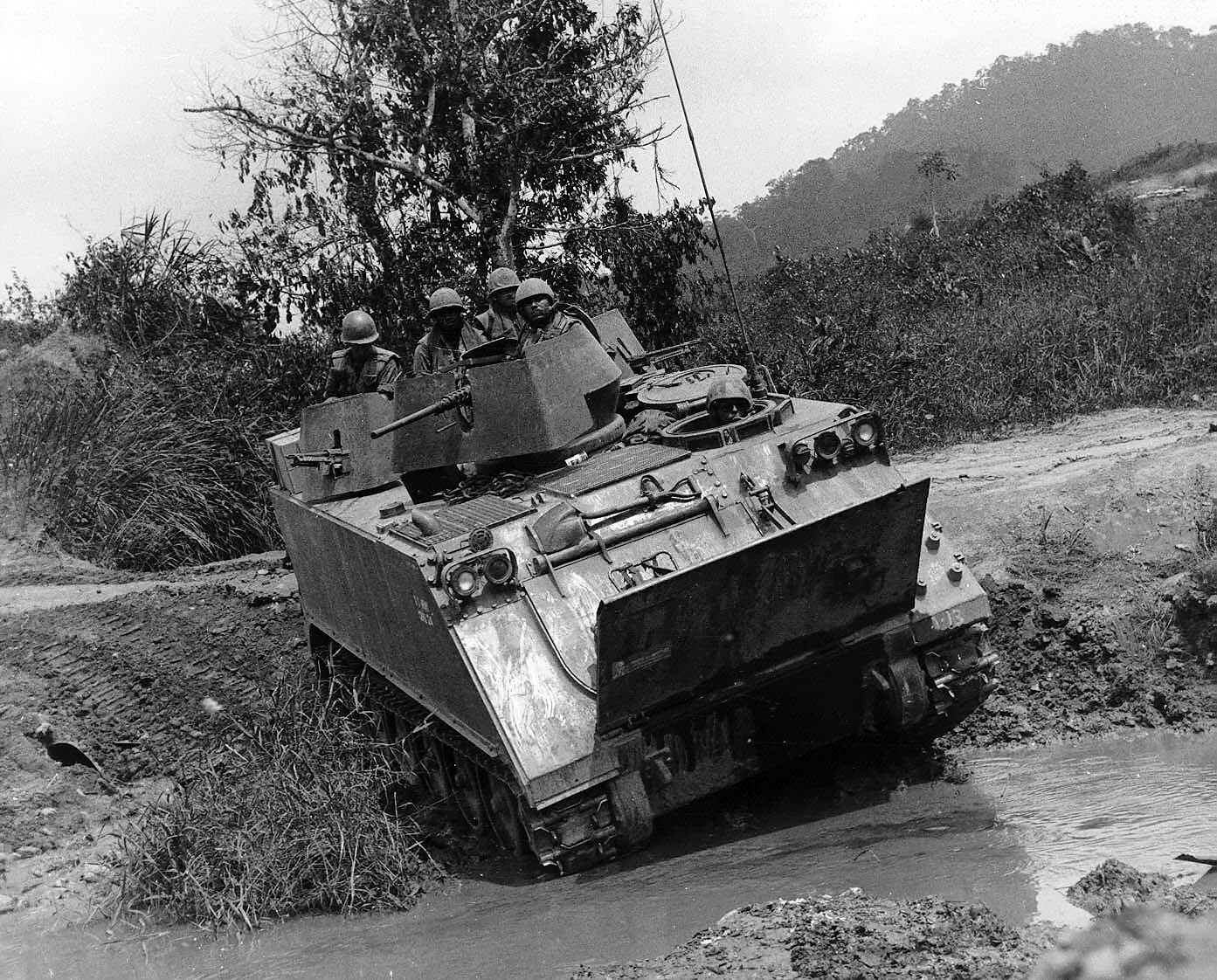
Un M113 ACAV en Vietnam, 1966

El 30 de marzo de 1962 se envió un primer lote de 32 M113 para dotar a dos compañías del ejército sudvietnamita. El 11 de junio de 1962 las dos compañías mecanizadas fueron desplegadas por primera vez. Durante la Batalla de Ap Bac en enero de 1963, al menos catorce de los artilleros que manejaban las ametralladoras M2 Browning murieron en combate, por lo que se precisó de modificaciones para mejorar su supervivencia. Al poco tiempo se colocaron escudos improvisados formados con metal recuperado de barcos hundidos sobre los vehículos para brindar una mejor protección. Sin embargo, se descubrió que es material podía ser penetrado por el fuego de armas pequeñas, construyéndose posteriormente escudos a partir de vehículos blindados desechados.
La 80.ª Unidad de Artillería del ejército sudvietnamita desarrolló más la idea del escudo y comenzó entonces la ingeniería general del para el arma del M113. Estos escudos se convirtieron en los predecesores del estandarizado vehículo blindado de asalto de la caballería (armored cavalry assault vehicle, ACAV) y fueron añadidos a todas las unidades mecanizadas del ejército sudvietnamita a comienzos de los años 60. Dicha fuerza armada había modificado el M113 para que tuviese la función de los "tanques ligeros anfibios".
En lugar de como transporte blindado de personal, el ejército sudvietnamita usó la infantería transportada como "soldados que desmontaban" de entre la "tripulación de tanques de gran tamaño".
Para el Ejército de EE. UU. los conjuntos para el ACAV eran producidos de forma industrial en Okinawa para la ametralladora de 12,7 mm de calibre y en la parte trasera y los laterales para las ametralladoras M60 que también portaba. Finalmente, las modificaciones del M113 que convertían en ACAV fueron asumidas también por el Ejército de EE. UU. en Vietnam, y en 1965 el conjunto completo para el ACAV era producido en masa en los Estados Unidos. El kit incluía escudos y un blindaje circular a modo de torreta para el comandante de la ametralladora M2 de 12,7 mm y dos ametralladoras adicionales M60 de 7.62 mm, también con escudos, instaladas una a cada lado de la escotilla de carga superior. Este kit podía adaptarse a cualquier M113.
Los conjuntos para el ACAV eran a veces adaptados para el portador de mortero M106, pero la escotilla trasera diferente que se encuentra en este vehículo requería que la ametralladora M60 izquierda se instalara en la parte trasera en lugar del costado. Muchos de estos equipos eran añadidos en el campo, pero al menos en el caso del 11.º Regimiento Blindado de Caballería, los vehículos tenían sus conjuntos de ACAV instalados en los Estados Unidos antes de ser desplegados en Vietnam en 1966 desde Fort Meade, Maryland.

## Diseño

### Armamento
El M113 solo contaba con una ametralladora M2 Browning. Sin embargo, se ha llegado a dotar de un lanzamisiles TOW o morteros.

### Blindaje
El M113 está construido con aleación de aluminio 5083 de calidad aeronáutica. La aleación de aluminio es más ligera que el acero pero requiere multiplicar por tres el grosor para obtener el mismo nivel de protección balística, lo que implica que el blindaje del M113 fue diseñado solamente para 7,62 mm y protección contra astillas (esquirlas) de proyectiles. Todas las variantes del M113 pueden ser montadas con un blindaje contra las minas terrestres. El M113A3 se actualizó con revestimientos internos contra astillas y una armadura de aplicación adicional que proporcionó capacidad de resistir el fuego de ametralladoras pesadas de 14,5 mm. En comparación, un transporte blindado de personal moderno como el Stryker tiene una protección completa ante la perforación del blindaje de 7,62 mm, además de una protección de 14,5 mm en la parte delantera, los costados y la parte trasera, y una protección contra minas antipersona.

## Versiones

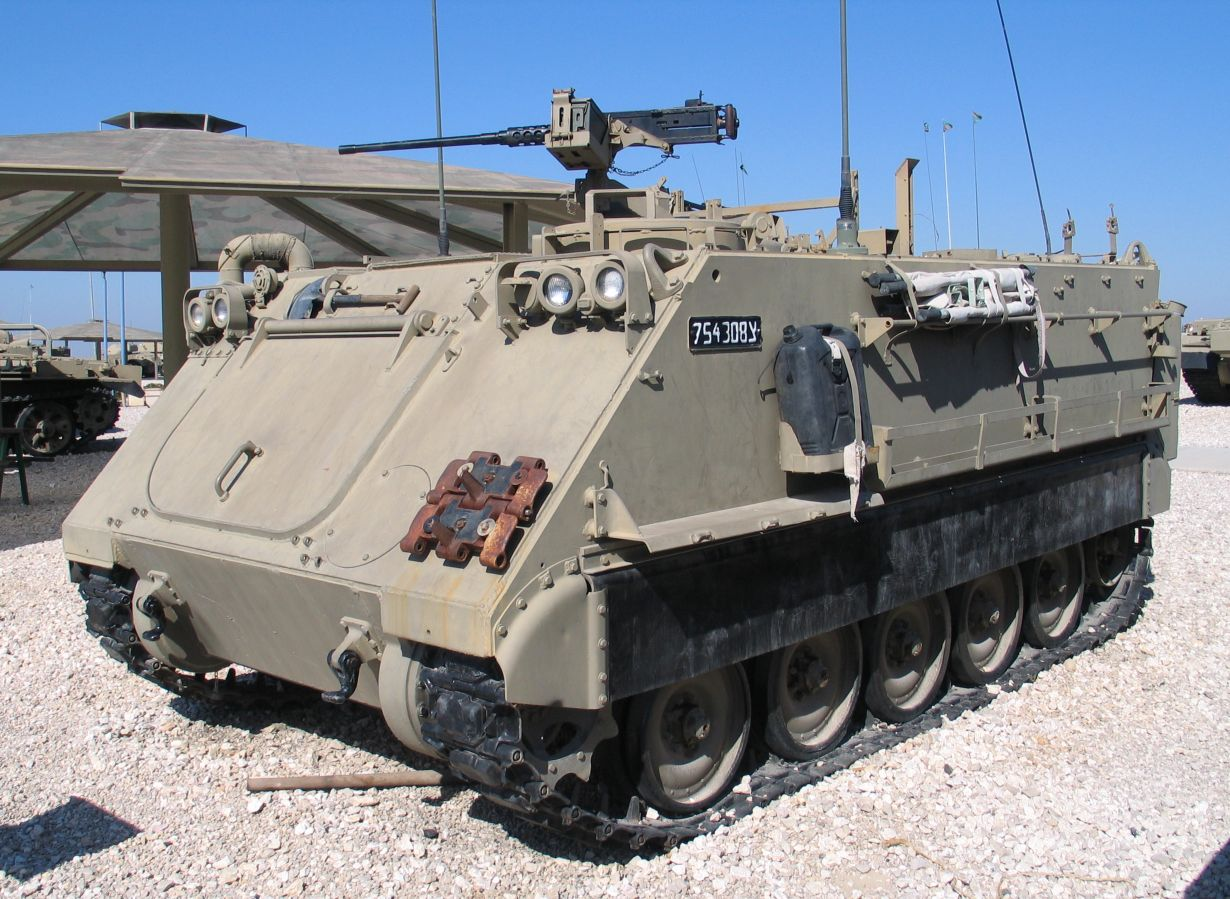
M113A1 en el Museo Yad La-Shiryon, Israel.

### M113
Versión original, impulsado por un motor Chrysler 75M V8 de gasolina de 209 hp.

### M113A1
Lanzada en 1964, el motor de gasolina fue reemplazado por el motor diésel 6V-53 Detroit de 215 hp, por economizar más con el combustible y por el menor riesgo de incendio de un motor diésel.

### M113A2
En 1979 se introdujeron varias mejoras. Se mejoró la refrigeración del motor cambiando las ubicaciones del ventilador y el radiador. Las barras de torsión de mayor resistencia aumentaron la distancia al suelo y los amortiguadores redujeron los efectos de los golpes contra el suelo. El peso del vehículo aumentó hasta los 11.740 kilogramos. También se agregaron lanzadores de cuatro tubos de granadas de humo.

### M113A3
En 1987 se introdujeron más mejoras para la "supervivencia mejorada (en el campo de batalla)". Esto incluyó un yugo para la dirección en lugar de laterales, un pedal de freno y un motor más potente (el diésel 6V-53T Detroit con turbocompresor).
|                              | M113                            | M113A1                          | M113A2 | M113A3                                            |
| ---------------------------- | ------------------------------- | ------------------------------- | --- | ------------------------------------------------- |
| Longitud total               | 191,5 plg (4,9 m)               | 191,5 plg (4,9 m)               | 208,5 plg (5,3 m) con tanques de combustible externos, 191,5 plg (4,9 m) sin tanques de combustible externos | 208,5 plg (5,3 m)                                 |
| Ancho total                  | 105,75 plg (2,7 m)              | 105,75 plg (2,7 m)              | 105,75 plg (2,7 m)                                                                                           | 105,75 plg (2,7 m)                                |
| Altura sobre ametralladora   | 98,25 plg (2,5 m)               | 98,25 plg (2,5 m)               | 99,25 plg (2,5 m)                                                                                            | 99,25 plg (2,5 m)                                 |
| Altura al suelo              | 16,1 plg (40,9 cm)              | 16,1 plg (40,9 cm)              | 17,1 plg (43,4 cm)                                                                                           | 17,1 plg (43,4 cm)                                |
| Velocidad máxima             | 40 mph (64 km/h)                | 40 mph (64 km/h)                | 40 mph (64 km/h)                                                                                             | 40 mph (64 km/h)                                  |
| Vadeo                        | Flota                           | Flota                           | Flota | Restringido a 40 plg (101,6 cm)                   |
| Máximo grado                 | 60%                             | 60%                             | 60% | 60%                                               |
| Máxima trinchera             | 5,5 pies (1,7 m)                | 5,5 pies (1,7 m)                | 5,5 pies (1,7 m)                                                                                             | 5,5 pies (1,7 m)                                  |
| Máxima pared                 | 24 plg (0,6 m)                  | 24 plg (0,6 m)                  | 24 plg (0,6 m)                                                                                               | 24 plg (0,6 m)                                    |
| Autonomía                    | 200 mi (321,9 km)               | 300 mi (482,8 km)               | 300 mi (482,8 km)                                                                                            | 300 mi (482,8 km)                                 |
| Potencia                     | 215 HP (218 CV) a 4000 rpm      | 212 HP (214,9 CV) a 2800 rpm    | 212 HP (214,9 CV) a 2800 rpm                                                                                 | 275 HP (278,8 CV) a 2800 rpm                      |
| Relación potencia a peso     | 18.8 hp/ST (15.5 kW/t)          | 17.6 hp/ST (14.5 kW/t)          | 17.0 hp/ST (14.0 kW/t) (sin tanques externos)                                                                | 20.2 hp/ST (16.6 kW/t) (sin apliques de blindaje) |
| Torque                       | 332 lb·pie (450 N·m) a 2800 rpm | 492 lb·pie (670 N·m) a 1300 rpm | 492 lb·pie (670 N·m) a 1300 rpm                                                                              | 627 lb·pie (850 N·m) a 1600 rpm                   |
| Peso cargado para el combate | 22 900 lb (10 390 kg)           | 24 080 lb (10 920 kg)           | 25 000 lb (11 340 kg)                                                                                        | 27 200 lb (12 340 kg) (sin aplique)               |
| Presión sobre el suelo       | 7,3 psi (50 kPa)                | 7,6 psi (52 kPa)                | 7,9 psi (54 kPa)                                                                                             | 7,9 psi (54 kPa)                                  |
| Armamento principal          | Ametralladora M2 Browning       | Ametralladora M2 Browning       | Ametralladora M2 Browning                                                                                    | Ametralladora M2 Browning                         |

## Derivados

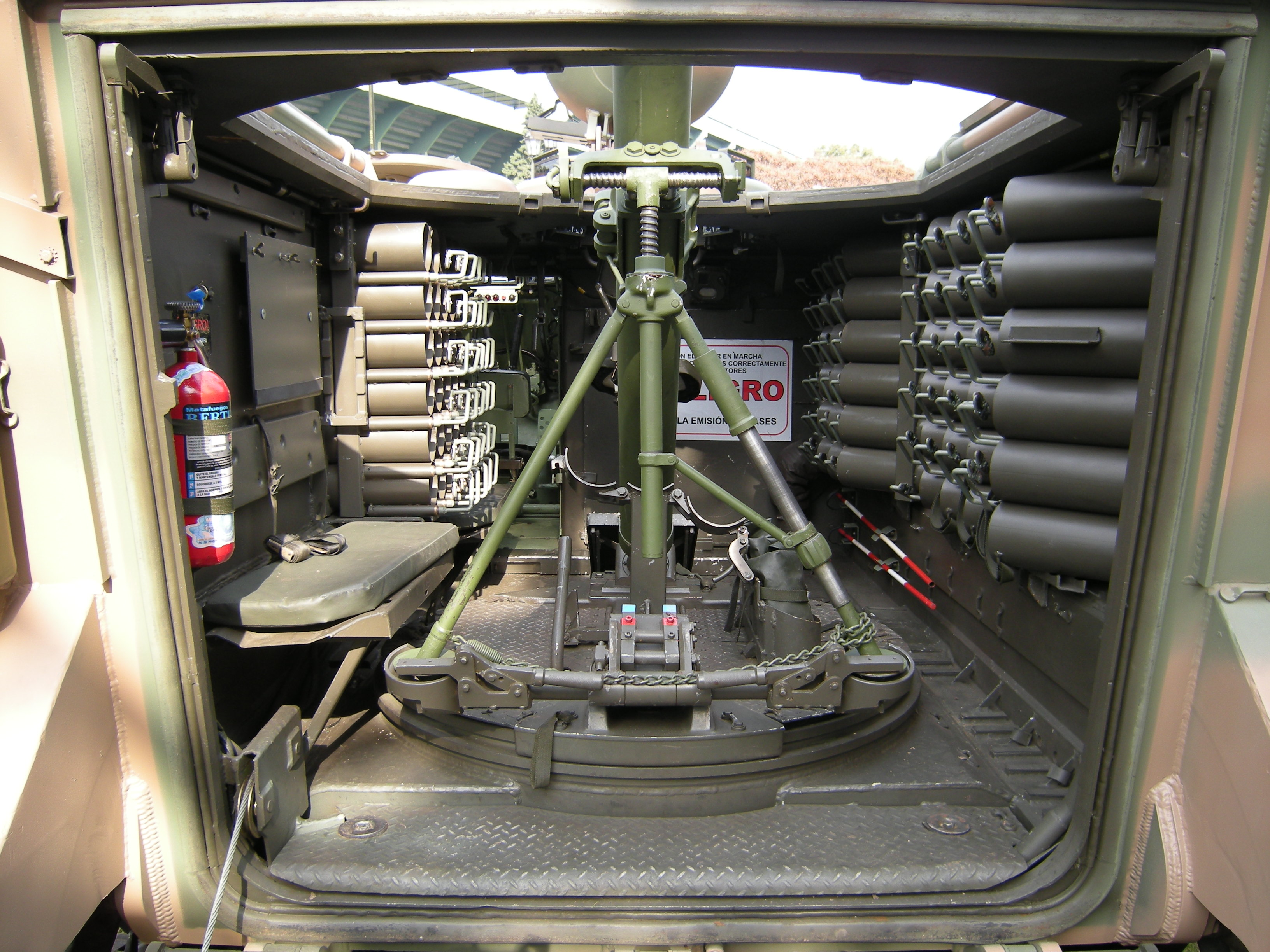
Interior de un M-106 porta mortero del Ejército Argentino; estos vehículos han sido modificados localmente para llevar el mortero Cal 120 LR FM.

- M58 Wolf: es un M113 con un generador de cortinas de humo.[32]

- M106: fue introducido en 1964 en Vietnam y es un M113 que porta un mortero M30 de 107 mm.[33] Existieron tres variantes: el M106, el M106A1 y el M106A2. Se produjeron 862 M106 (incluyendo 841 para EE. UU.), 1,409 M106A1 (incluyendo 990 para EE. UU.) y 350 M106A2 (incluyendo 53 para EE. UU.).[34] En 1988 algunos M106 fueron modernizados con la configuración M1064A3 reemplazando el mortero de 107mm por otro de 120mm.[34]

- Mobile Tactical Vehicle Light (MTVL): con el casco estándar del M113 alargado 34 pulgadas y equipado con una rueda para las orugas más a cada lado (haciendo un total de seis por lado), para dar al AMEV una excelente capacidad campo a través y mejores características de conducción.[35]

- M113A4 Armored Medical Evacuation Vehicle: data de 1997[36] y tiene el mismo diseño exterior que el MTVL.[35] El M113A4 actualizado incluye RISE (Reliability Improvements for Selected Equipment, Mejoras de Fiabilidad para Equipos Seleccionados), que consta de un motor Detroit 6V53TA diésel de 400 hp con turbocompresor y la transmisión automática Allison X200-4A con dirección y frenado hidrostáticos integrados en una unidad compacta y robusta que proporciona cuatro velocidades hacia adelante y dos hacia atrás. Esto proporciona al vehículo la potencia y el rendimiento suficientes para mantener el ritmo de las unidades mecanizadas de primera línea y su equipo (específicamente, el tanque de batalla principal M1 Abrams y el vehículo de combate de infantería M2 Bradley) tanto dentro como fuera de la carretera.[35]

- M113-1/2 Command and Reconnaissance (Lynx): fue un vehículo de reconocimiento y mando, construido por FMC a partir de 1963 utilizando componentes del M113A1, con cuatro ruedas de rodadura en cada lateral y motor en la parte trasera. Fue empleado por los Países Bajos y Canadá (donde fue conocido como Lynx).[37]

- M125: porta un mortero de 81 mm.[38]

- M132: fueron utilizados en Vietnam a partir de 1964, en donde fueron bautizados como "Zippos". La FMC fabricó más de 200 M132 y 150 M132A1, estos últimos impulsados con diésel. Contaban con una torreta con un lanzallamas M10-8 y una ametralladora coaxial.[39]

- M163 VADS  (Vulcan Air Defense System): es el resultado de instalar a un M113 modificado (el M741) un Vulcan AD M168 de 20 mm, que es un arma de seis cañones antiaérea controlada por radar.[40]

- M474: vehículo transportador y lanzador de misiles nucleares MGM-31 Pershing. El sistema de lanzamiento del Pershing precisaba de un portador de cabeza armada, control de fuego por ordenador, una estación energética y un sistema de comunicación troposférica. Todo ello era montado en este vehículo.[41]

- M548: transporte de carga producido por FMC y basado en el M113. Su producción comenzó en 1965.[42] No es un vehículo blindado. Puede transportar unas 6 toneladas.[43] Puede llevar una ametralladora M2 Browning de 12,7 mm u otra de 7,62 mm.[44]

Perfil de la versión de puesto de mando.

- M577: vehículo de puesto de mando. Entró en servicio en 1964.[45] El compartimento trasero tiene una altura de 190 cm, lo que permite realizar tareas estando de pie.[46] Dispone de un generador de 28V que provee de energía al equipamiento auxiliar sin que el motor principal del vehículo esté funcionando.[46]

- M579 Fitter: vehículo de reparaciones y mantenimiento, equipado con una grúa mecánica de HIAB.[47]

- M668: transportador-cargador de misiles Lance para el vehículo M752.[48]

- M752: lanzador de misiles Lance. El sistema de misiles Lance fue declarado obsoleto en EE. UU. en 1992.[48]

- M727: utiliza el tren de movilidad y la suspensión del M548 pero fue equipado con el lanzador de misiles guiados M754. Transportaba y lanzaba tres misiles tierra-aire Hawk. El cargador-transportador M501 era usado para cargar el lanzador. Este vehículo no era anfibio.[48]

- M730: es un M548 modificado sobre el cual fue instalado el sistema de lanzamiento y control con cuatro raíles M54. Lanzaba misiles Chaparral a una distancia máxima de unas 11 millas. El artillero avistaba el objetivo ópticamente y usaba un sistema infrarrojo para alcanzarlo. Cuando el sistema de refrigeración del motor del M548 fue mejorado, fue utilizado también para esto mismo, con el nombre de M730A1. Con la adición del sistema RISE y de la protección NCB pasó a llamarse M730A2.[48]

- M901: es un vehículo lanzador de misiles antitanque TOW. Puede transportar 10 misiles de este tipo en el interior y dos más en el lanzador.[48]

- M981 FISTV  (Fire Support Team Vehicle): está diseñado para proveer de soporte de artillería a la infantería mecanizada y a las unidades blindadas. Está basado en el M113A2. Además de tener un lanzador de misiles TOW, como el M901, está armado con una ametralladora de 7,62 mm.[48]

- M1059: vehículo con generador de cortinas de humo.[49]

- M125 : vehículo que portaba un mortero M29 de 81 mm[50] (no confundir con otro vehículo del mismo nombre producido en EE. UU. entre 1957 y 1958 que llevaba un cañón de 155 mm y obuses de 8 pulgadas).[48]

- M106 : porta un mortero de 107 mm. El M113 en el que se basaba mejoró hasta ser un A1 y luego un A2.[50]

- M1064A3: porta un mortero de 120 mm. Los M106 A2 fueron mejorados hasta esta categoría entre 1988 y 1996.[50]

- M1068 SICPS  (Standard Integrated Command Post System Carrier): vehículo de puesto de mando, que transporta al mando táctico del ejército y el sistema de control. Es una modificación del M577 A2.[48]

### Variante argentina

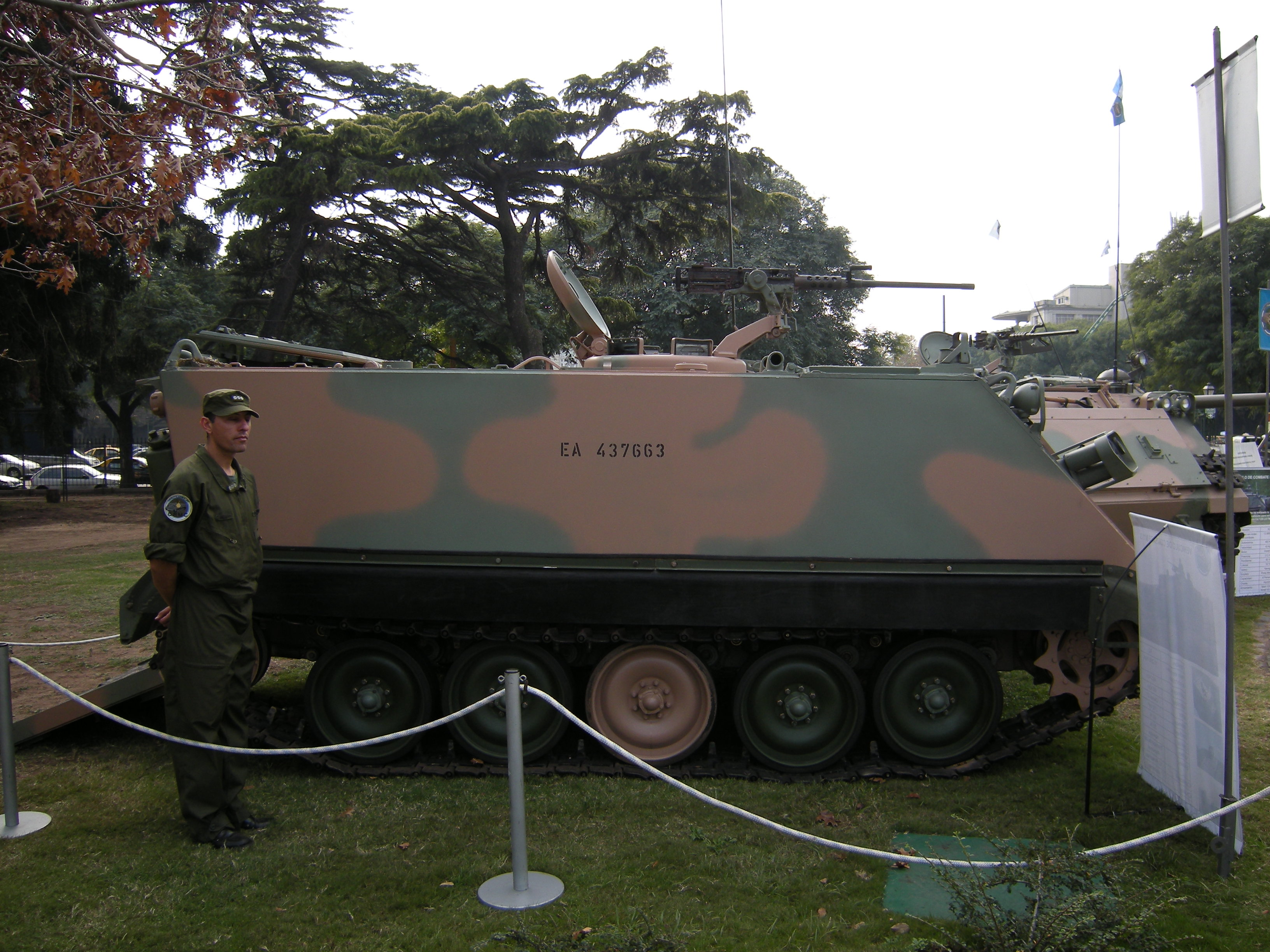
M-113 durante la Exposición del Ejército Argentino realizada en mayo de 2008

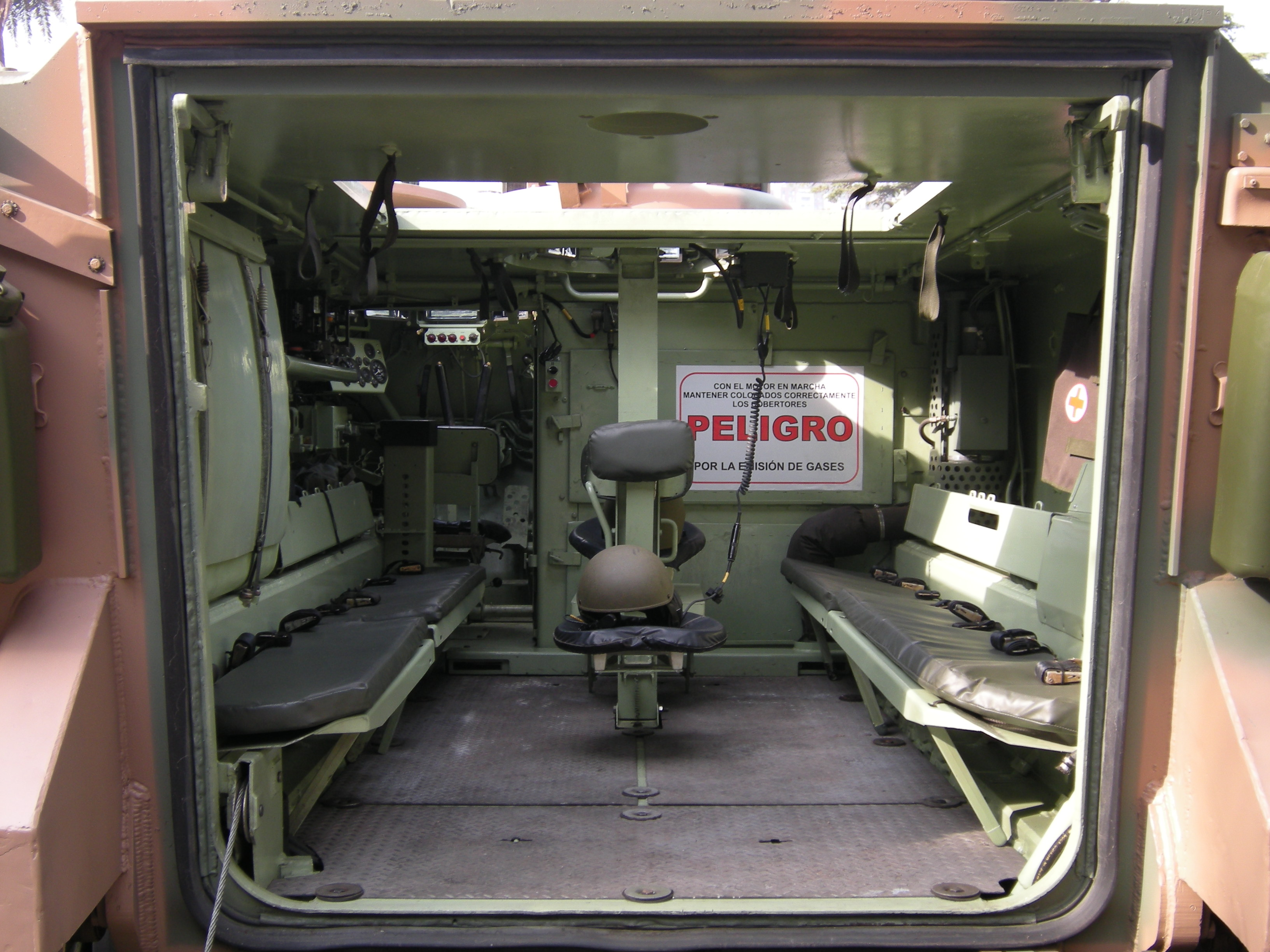
Interior de un M-113 del Ejército Argentino.

En 1967 Argentina comenzó a adquirir vehículos M113. En la actualidad posee unos 400. La mayoría han sido actualizados a la versión A2 y algunos han sido actualizados a la versión A3, que es más potente.
Algunos vehículos cuentan con una ametralladora Browning M2 HB de 12,7 mm pero CITEFA incorporó en otros una torreta monoplaza estabilizada con un cañón Oerlikon GAI-BO1 de 20 mm.
Argentina cuenta también con variantes de este modelo, como son 30 M106A2, 28 M548A1 y 20 M577A2.

### Variantes australianas
- M113 Fire Support Vehicle (FSV): vehículo equipado con la torre del blindado de ruedas Alvis Saladin. El FSV se introdujo en las unidades del Ejército australiano a mediados de la década de 1960 y estaba armado con un cañón de 76 mm, una ametralladora coaxial de 7,62 mm y otra similar sobre el techo de la torre. Fue un vehículo interino, siendo reemplazado por el M113 MRV a finales de la década de 1970.

- M113 Fitter: vehículo acorazado de recuperación con grúa HIAB (Hydrauliska Industri AB).

- M113 Light Reconnaissance Vehicle (Vehículo Ligero de Reconocimiento): un M113A1 equipado con una torre Cadillac Gage T50, como la usada en la serie de vehículos blindados de ruedas V100/V150, armada con dos ametralladoras Browning, una de 7,62 mm y otra de 12,7 mm. Los M113 estándar de transporte de personal en servicio con el Ejército australiano también están provistos de la torre T50, pero armada solo con una ametralladora de calibre 7,62 mm.

- M113 MRV (Médium Reconnaissance Vehicle o Vehículo Mediano de Reconocimiento): básicamente similar al M113 FSV, al que reemplazó en servicio, pero armado con la torre del tanque ligero FV101 Scorpion.

- M113AS3: versión significativamente actualizada del M113 con nuevo motor, maneje tren y frenos.

- M113AS4: modelo actualizado al estándar AS3 con el casco alargado, una de rueda de rodadura adicional y equipado con una nueva torre monoplaza diseñada por Tenix con una ametralladora pesada.

### Variantes suizas
- Schützenpanzer 63: designación del M113A1 básico en servicio con el Ejército suizo.

- Schützenpanzer 63/73: variante del Schützenpanzer 63 con una torre sueca Hagglunds armada con un cañón Oerlikon de 20 mm.

- Kommando Schützenpanzer 63: vehículo de puesto de mando.

- Feuerleitpanzer 63: variante mejorada del vehículo de puesto de mando, específicamente diseñada para el control del tiro de las unidades de la artillería móviles.

- Geniepanzer 63: Schutzenpanzer 63 equipado con pala excavadora.

- Minenwerferpanzer 64: versión suiza del vehículo portamorteros M106A1, armada con un mortero Thompson Brandt de 120 mm.

### Variantes alemanas
- M113G/A1: designación de los M113 y M113A1 respectivamente en servicio con el Ejército alemán. Los M113 alemanes tienen a menudo una batería de lanzafumígenos en el frente del vehículo, y están armados con ametralladoras MG3 en lugar de las más comunes M2 de 12,7 mm.

- M113GA1 FuF: variante de vehículo de mando; a veces va equipada con lanzafumígenos.

### Variantes israelíes
- Bardehlas (guepardo, en hebreo): designación israelí del TAP M113. Normalmente este vehículo también es llamado Nagmash.

- Zelda: Bardehlas (M113) actualizado con coraza Toga (planchas de acero perforadas montadas en un bastidor externo alrededor del frente y los lados del vehículo). También existe una versión de mando especial con equipo de radio adicional y unidad de potencia auxiliar. La versión de mando normalmente es llamada Nagmash pikud.

- Zelda 2: M113 equipado con coraza reactiva y escudos blindados alrededor de las escotillas del techo. Se introdujo a mediados de la década de 1990 y fue empleado en el sur del Líbano. El peso adicional de la coraza provocó problemas de movilidad y fiabilidad y el vehículo fue finalmente retirado del servicio.

- Nagman: M113 equipado con coraza Toga, superestructura hexagonal alrededor de la escotilla del comandante y escudos blindados a los lados de la escotilla trasera.

- Kasman (Kesem ha-Mangina): versión de guerra urbana / contrainsurgencia, desarrollada durante la Al-Aqsa Intifada. Equipada con coraza Toga y una gran superestructura blindada alrededor de las escotillas del techo.

- Kasman Magen o Kasman Meshupar: actualización del Kasman, con superestructura modificada y tanques de combustible externos.

- Giraf: M113 con el lanzador de misiles TOW.

- Hovet (también denominado Chovet): designación israelí del M163 VADS.

- Machbet: Actualización israelí del M163 VADS. Además del cañón de 20 mm M61 Vulcan, va armado con un lanzador con 4 misiles superficie-aire FIM-92 Stinger.

- Hatap (también denominado Chatap): vehículo de reparaciones y mantenimiento.

- Mugaf: designación israelí del vehículo de mando M577.

- Alfa: designación israelí del vehículo de carga M548.

- Shilem: vehículo equipado con el radar EL-M-2310 para las fuerzas de la artillería.

- M113 HVMS: prototipo armado con un cañón HVMS de 60 mm en una torre.

- M113 L-VAS: prototipo equipado con coraza (L-VAS).

### Otras variantes
- CM21: vehículo diseñado en Taiwán, en base al M113, con diversas mejoras y cambios. Su tamaño, forma y prestaciones son casi idénticas a las del M113.

- M113BR: vehículos M113A1 estándar modificados en Brasil por la empresa Motopeças, a principios de la década de 1980. Fueron dotados de escudo blindado de protección alrededor de la cúpula giratoria donde está ubicada la ametralladora M2HB y el motor original fue reemplazado por un Mercedes-Benz modelo OM352-1.

- M113A2 Huracán II versión del  M113A2 modificados para implementar canastos montados en los laterales del casco e integración de dos lanzafumígenos cuádruples Wegmann de 76 mm, además de montar un cañón Oerlikon KBA-B de 25 mm.

- M113 FSV (Ejército Filipino): variante del Ejército filipino con un cañón de 76 mm en una torre similar a la tanque Escorpión.

- Arisgator: versión totalmente anfibia del M113, desarrollada por la compañía italiana Aris; lleva la misma cantidad de tropas que el M-113 normal. A pesar de su menor coste y el amplio empleo del M113 en muchos ejércitos solo Italia lo ha adoptado para su Infantería de Marina.

- NM135: vehículos M113 noruegos provistos de un cañón de 20 mm montado en una torre Hagglunds.

- NM-142: variante antitanque usada por el Ejército noruego. Está equipada con una torre, diseñada y fabricada en Noruega por Kvaerner Eureka, que lleva dos misiles guiados antitanque TOW2 listos para ser lanzados. Adicionalmente, montada junto a la escotilla del comandante, porta una ametralladora MG3 para su uso como armamento secundario y en situaciones donde el sistema TOW2 es inadecuado.

- M113A1B5 Armadillo: vehículos M113A1 estándar modificados en Perú por la empresa Diseños Casanave S.A., en el año 2005, bajo el "Proyecto DIEDE". Se dotó a estos vehículos de un cañón sin retroceso SPG-9 calibre 73 mm, y dos misiles Malyutka 9M14-2T con guía SACLOS de la empresa Yugoimport de Serbia.

- M113A1B8 Armadillo 2: vehículos M113A1 estándar modificados en Perú por la empresa Diseños Casanave S.A., en el año 2009, bajo el "Proyecto CENTAURO". Se dotó a estos vehículos de un cañón CHAINGUN M230LF calibre 30 mm de la empresa ATK-Integrated Weapon Systems, y un sistema "Barrier" con dos misiles "R-2" con guía láser de la empresa Ukroboronservice (Luch) de Ucrania.

- M113A2 Ultra: originalmente un M113A1, actualizado al estándar A2 y modernizado con un lanzagranadas de 40 mm / ametralladora de 12,7 mm o cañón Bushmaster de 25 mm y blindaje mejorado.

## Transporte de personal

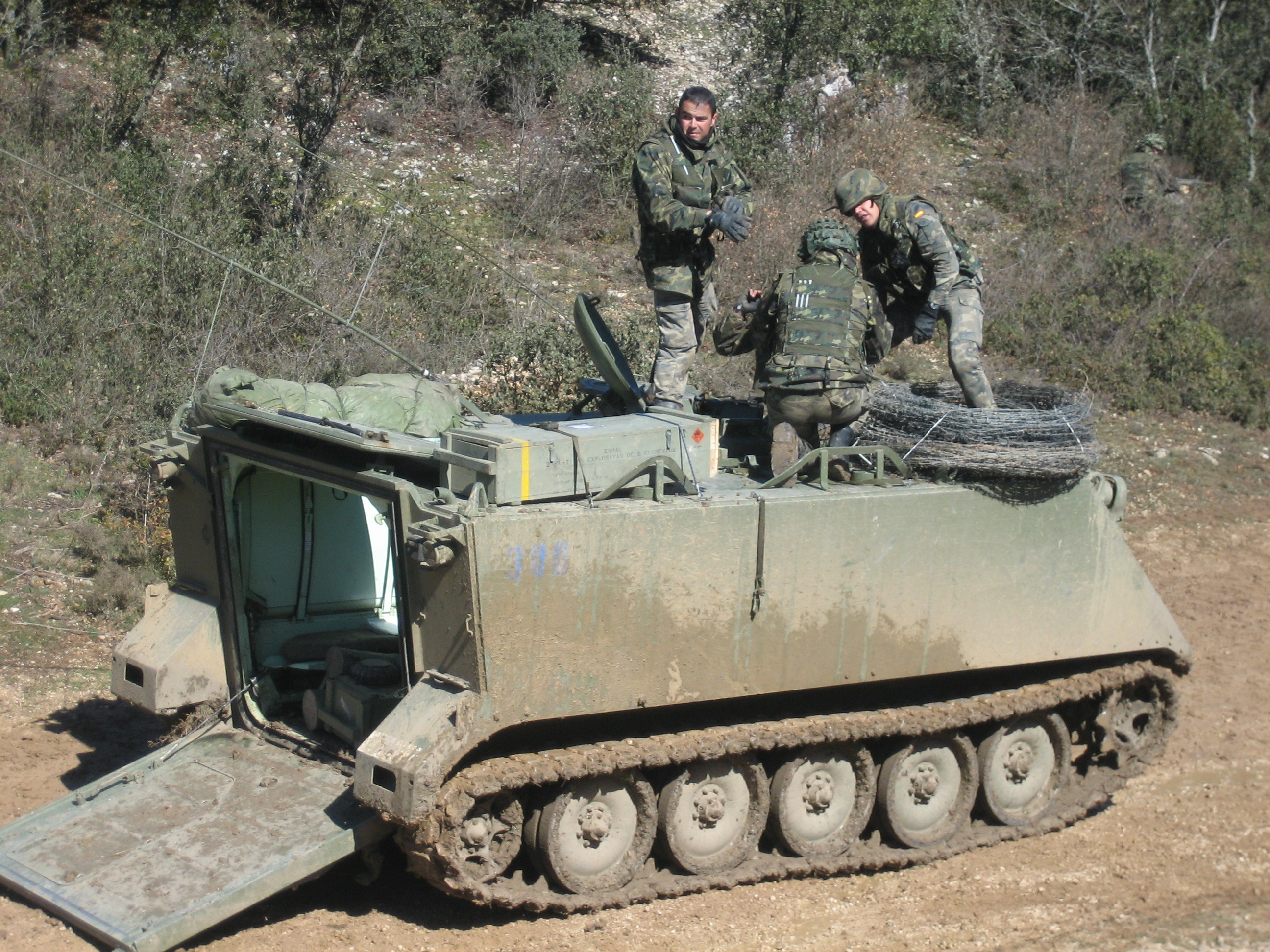
M-113 del Ejército de Tierra de España.

El M113 es capaz de transportar 11 soldados completamente equipados más el conductor y el comandante de la escuadra. El vehículo está diseñado para ser transportado por vía aérea y lanzado mediante paracaídas, lo cual permite emplearlo en operaciones de alta movilidad. Su versión M113A3, totalmente oruga, tiene un peso en desplazamiento de 15 toneladas, es capaz de desarrollar una velocidad de 60 km/h en carretera y una aceleración de 0 a 60 km/h en 27 segundos; está impulsada por un motor diésel de seis cilindros en V de 275 hp, el incremento en la potencia permite la utilización de un mejor blindaje y mayor movilidad, equivalente a la desarrollada por el tanque M1 Abrams. La versión A3 tiene un blindaje de 14,5 mm. El M113A3 fue puesto en operación en 1987, terminando su producción en 1992; la siguiente generación de M113 cuenta con equipo para transferencia de datos destinada a mejorar la coordinación en combate, teniendo integrado este sistema en la línea con el M113A3 FOV.
El M113 fue diseñado como VCTP (vehículo de combate de transporte de personal), con la idea de que se utilizara al M113 como un mero medio de transporte para llegar lo más cercano al objetivo. Doctrinalmente se le ha actualizado para cumplir el nuevo rol VCI (vehículo de combate de infantería), que encierra un empleo táctico muy diferente ya que supone que la infantería combate desde y con el vehículo, intentando llegar hasta el objetivo.
Es de esperar que los M113, en versiones actualizadas, sigan en servicio muchos años ya que la experiencia real en combate ha demostrado que la infantería no lucha con eficacia desde su vehículo y que en un ataque sería prácticamente un suicidio. Así que la principal diferencia es que los VCI llevan armamento pesado (cañones automáticos de 20 a 40 mm) mientras que los M113 solo llevan ametralladoras. Lo que traerá el futuro seguramente es muchos nuevos diseños de M113 convertidos en VCI, añadiéndoles un cañón automático, y versiones nuevas de transporte con ametralladora y lanzagranadas, todas ellas con blindaje mejorado. La razón son los menores costes de desarrollo y el bajo coste operativo de los M113.

## El M113 en acción
El M113 ha sido empleado en operaciones en casi todas las partes del mundo, incluido Oriente Medio, América Central, África del Norte, Extremo Oriente y Europa.

### Vietnam

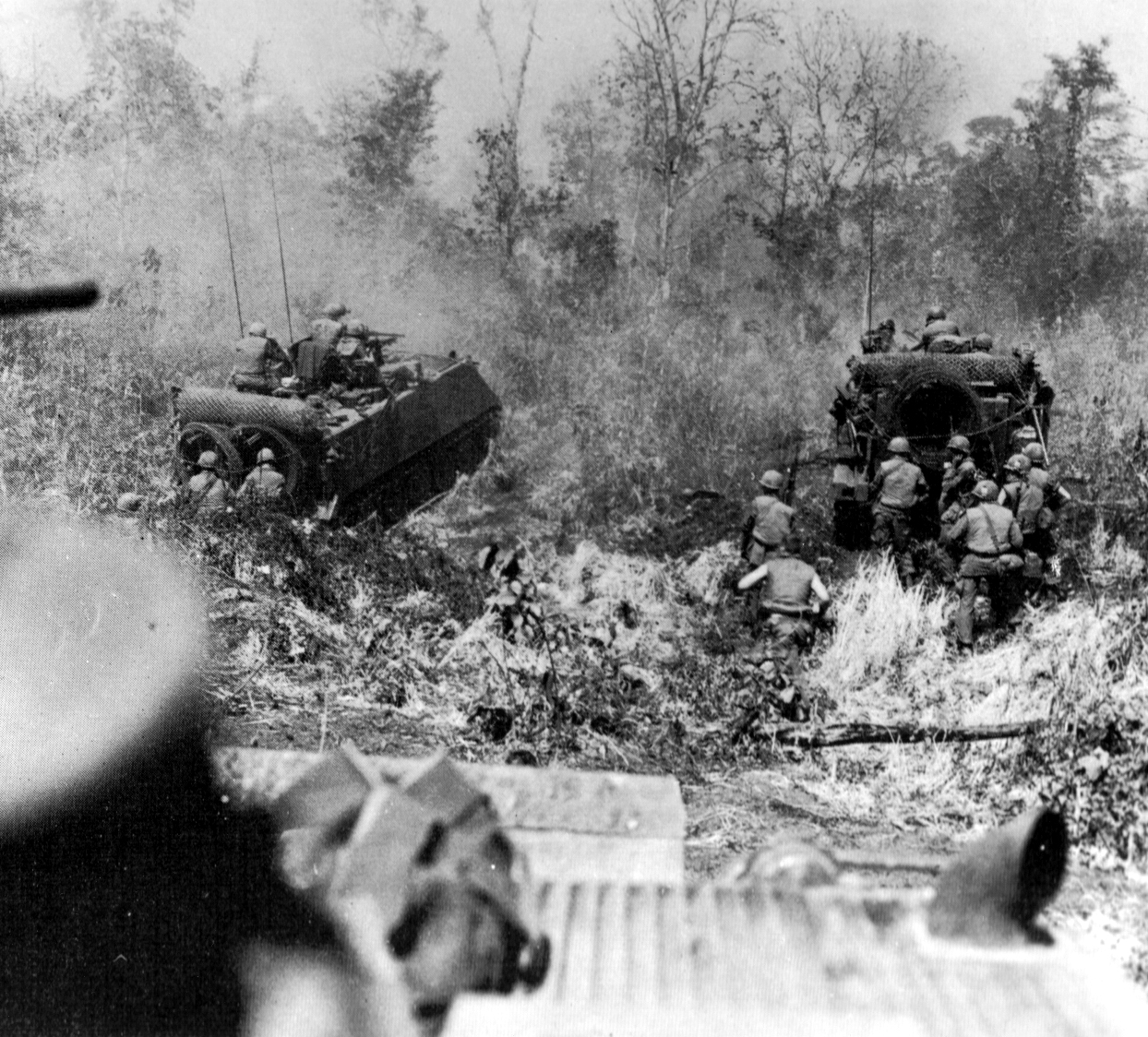
Típica operación en Vietnam. Los M113 abren camino en la maleza y la infantería ha desmontado y los sigue.

La guerra de Vietnam fue la primera oportunidad de combate para la infantería mecanizada, un tipo de infantería técnicamente nueva con sus raíces en la infantería blindada de la Segunda Guerra Mundial, que ahora utilizaría el vehículo blindado de transporte de personal M113. Además, los escuadrones de caballería blindada en Vietnam consistían en gran parte en M113, después de reemplazar al M114 en varias funciones previstas para él, y los batallones blindados contenían M113 dentro de sus compañías centrales, como la sección de mantenimiento, la sección médica, la sección de vehículos de recuperación, la sección de mortero y la sección de exploración (reconocimiento). Las unidades de infantería mecanizada del Ejército de los Estados Unidos en Vietnam, completamente equipadas con el M113 ACAV, constaban de una compañía de cuartel general y tres compañías de línea, normalmente con una dotación autorizada de aproximadamente 900 hombres. Se desplegaron diez batallones de infantería mecanizada de EE. UU. en Vietnam desde 1965 hasta su partida en 1972.
La Compañía D, 16.ª Blindada, 173.ª Brigada Aerotransportada, fue la primera unidad blindada del Ejército de EE. UU. desplegada en Vietnam. Originalmente constaba de tres pelotones de M113 y un pelotón de cañones antitanque autopropulsados M56 Scorpion de 90 mm. Fue la única compañía blindada independiente en la historia del Ejército de los EE. UU. A la llegada de la compañía a Vietnam, se agregó un pelotón de cuarta línea; este estaba equipado con portadores de mortero M106 de 4,2 pulgadas (M113 modificados).
El pelotón con morteros a menudo operaba con unidades de infantería de brigada para brindar apoyo de fuego indirecto. También se desplegó en ocasiones como una unidad de infantería desmontada. El pelotón de cañones antitanque autopropulsados restante fue reequipado con M113 a finales de 1966 y el pelotón de morteros se desactivó a principios de 1967. Desde principios de 1967, D/16.ª tenía tres pelotones de línea equipados con el M113 y, finalmente, su versión diésel, el M113A1. También se estandarizó a fines de 1968 con tres ametralladoras, una M2 calibre .50 (12,7 milímetros) y dos ametralladoras M60 montadas en cada lado.
Tras varios años, las ametralladoras variaron de un transporte blindado de personal a otro. La compañía condujo misiones de buscar y destruir y de seguridad de los caminos y la base de fuego. 25 D/16.ª paracaidistas murieron en acción y muchos fueron heridos durante el curso de la guerra. La mayor batalla de la compañía D tuvo lugar el 4 de marzo de 1968 en North Tuy Hoa. "Durante el día, la compañía perdió a 5 hombres asesinados, tuvo 16 heridos y 3 desaparecidos (que se cree que están muertos ya que se encontraron dos cuerpos irreconocibles). El enemigo tuvo una pérdida mucho mayor. Una estimación de 2 batallones enemigos, 85ª Main Force (VC) y el 95º Regimiento NVA quedaron inefectivos ya que habían 297 muertos en acción, con el D/16ª Blindada recibiendo el crédito de haber matado a 218."
La cuenta revisada oficial del D/16 fue de 8 muertos en acción y de 21 heridos en acción. El comandante de la compañía, capitán Robert Helmick, fue premiado con la Cruz al Servicio Distinguido y muchos soldados de la D/16.ª fueron condecorados al valor. La Compañía D, 16.ª Blindada fue condecorada con el Premio de Unidad Meritoria por sus acciones en Vietnam. Fue desactivada en 1969 y los M113 de la compañía fueron distribuidos a la compañía E, el 17.º de Caballería y la 173.ª Brigada Aerotransportada.
La Fuerza Aérea de EE. UU. usó vehículos M113 y M113A1 ACAV en escuadrones de seguridad policial, que proporcionaban apoyo de defensa terrestre de las bases aéreas en Vietnam. Además, se suministraron M113 al ejército sudvietnamita. Una unidad sudvietnamita notable equipada con el M113 fue el 3.er Escuadrón de Caballería Blindada, que ganó una Citación Presidencial a la Unidad.
En 1975, 1.381 M113 del ejército sudvietnamita habían sido destruidos o capturados. Las pérdidas en otros años fueron desconocidas.

### Israel

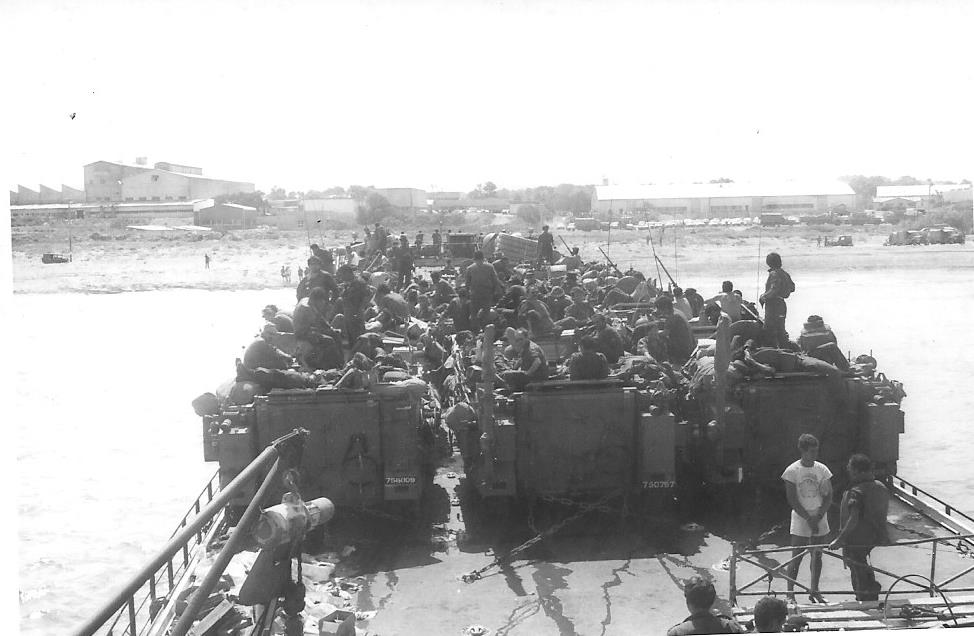
M113 israelíes en Líbano, junio de 1982.

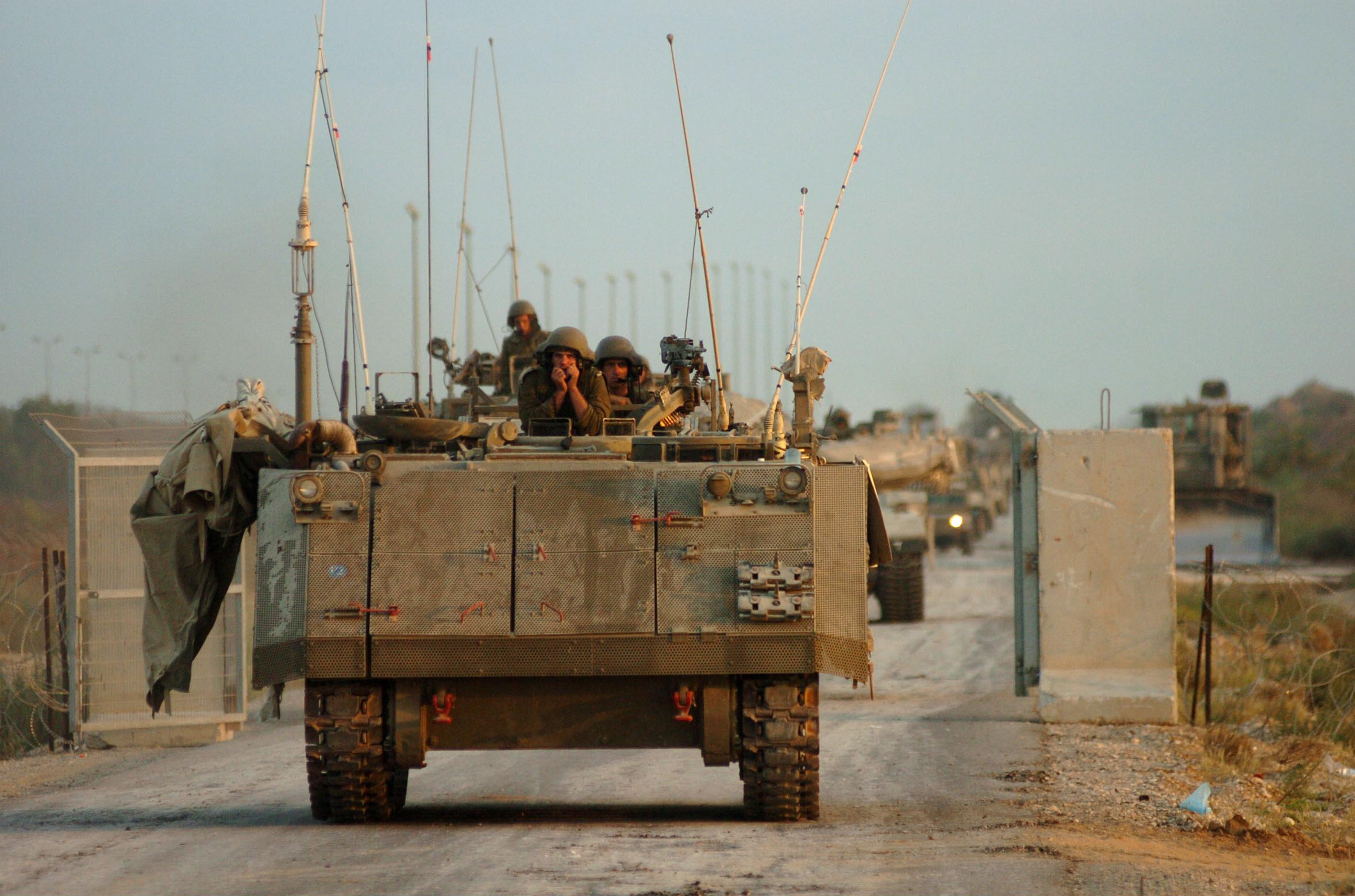
M113 del IDF en 2005. El blindaje reforzado es evidente respecto la foto anterior.

En la guerra de los Seis Días de 1967 Jordania luchó contra Israel con un ejército que incluía una notable cantidad de vehículos M113.
En la guerra de Yom Kipur, en octubre de 1973, los israelíes, equipados con 448 M113 llevaron a cabo acciones en el Sinaí y el Golán. Probaron ser inadecuados para el combate directo debido a su escaso blindaje. En la batalla de Buq'atta la mayor parte de la 7.ª Compañía de Reconocimiento fue aniquilada mientras intentaba asaltar comandos sirios con vehículos M113.
En la Guerra del Líbano de 1982 tomaron parte en acciones contundentes. Las emboscadas de la Organización para la Liberación de Palestina con granadas propulsadas por cohetes causaron muchas bajas por la tendencia del blindaje de aluminio del M113 de prenderse fuego después de ser golpeado por armas antitanque. Los soldados de infantería israelíes transportados por los M113 aprendieron a desmontar rápidamente y luchar a pie cuando estaban comprometidos.
En mayo de 2004 dos M113 completamente cargados fueron destruidos por artefactos explosivos improvisados en la Franja de Gaza, matando a 11 soldados, que se encontraban dentro de ambos vehículos. La vulnerabilidad del M113 a este tipo de artefactos y a las granadas propulsadas por cohetes llevaron al ejército israelí a desarrollar el vehículo Namer.
En 2014, en la primera ola de la incursión sobre el terreno del ejército israelí en Gaza en la Operación Borde Protector, un RPG-29 de Hamás destruyó un M113 completamente cargado durante la batalla de Shuja'iyya, matando a los siete soldados de la Brigada Golaní que estaban en el interior del vehículo. Como resultado, el ejército israelí llamó a construir más Namer a lo largo de la siguiente década para reducir gradualmente el número de M113 usados en futuras operaciones de combate. Un grupo de 30 soldados israelíes en la reserva notificó después a sus comandantes que ellos rehusarían entrar en la Franja de Gaza en vehículos M113.
El ejército israelí sigue operando un gran número de M113, manteniendo una flota de 6.000 de estos vehículos. En numerosas ocasiones desde su introducción a finales de la década de 1960, los M113 de este ejército han probado ser vulnerables a los modernos misiles antitanque, artefactos explosivos improvisados y granadas propulsadas por cohetes. El ejército israelí, sin embargo, no ha podido reemplazar su uso en operaciones de combate, debido a limitaciones presupuestarias para equipar sus grandes regimientos de infantería mecanizada.
Israel ha sacado el prototipo de vehículo blindado de combate de ocho ruedas llamado Eitan para reemplazar sus M113. Diseñado para servir junto al Namera con orugas, el Eitan ha sido planeado para ser más barato y más ligero (35 toneladas), e incorpora un sistema de protección activo y una torreta. Se esperaba que empezase a reemplazar al M113 israelí en 2020. Sin embargo, debido a la baja ratio de producción de vehículos que reemplacen a este transporte blindado de personal, se espera que el ejército israelí continúe siendo dependiente del M113 como mínimo durante la década de 2020.

### Guerra indopakistaní
Los M113 del Ejército paquistaní tomaron parte en las guerras indo-pakistaníes de 1965 y de 1971.

### Operaciones estadounidenses en América

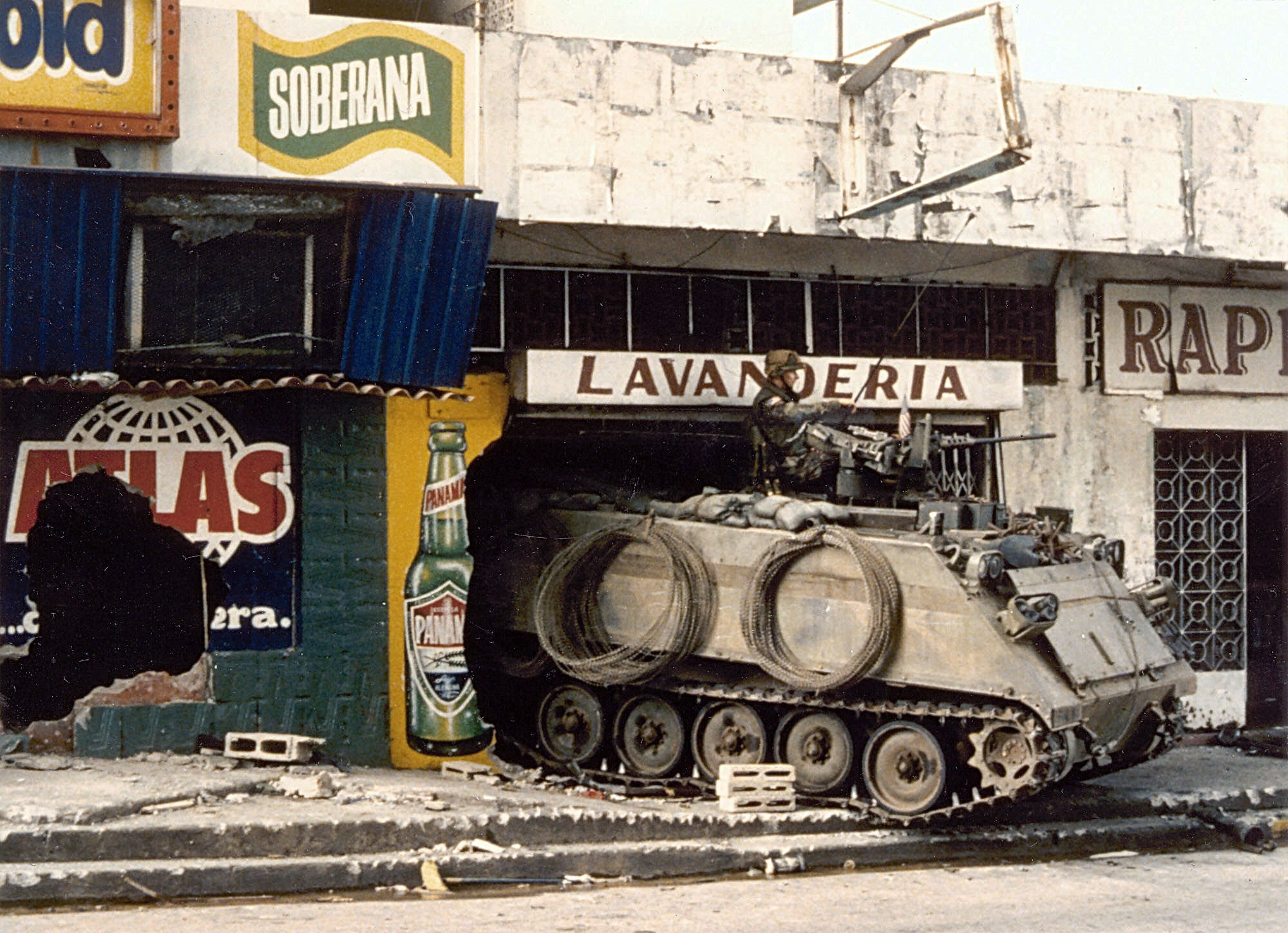
Un M113 estadounidense en la invasión estadounidense de Panamá en 1989.

El Ejército estadounidense empleó el M113 en la invasión de Granada (1983) y en la de Panamá (1989).
En Panamá, el Ejército estadounidense quedó satisfecho con las prestaciones del M113 en combate urbano. La combinación de ametralladora y de soldados montados ofrecía protección suficiente y cubría los 360°, mostrándose efectiva frente a los francotiradores en tejados. Asimismo el M113 se empleó para reforzar controles de carreteras, reforzando la protección y siendo valioso en la lucha psicológica para desincentivar la resistencia armada. Se desarrollaron técnicas para desplegar rápidamente controles de carretera basándose en equipos montados en M113.

### Oriente Medio

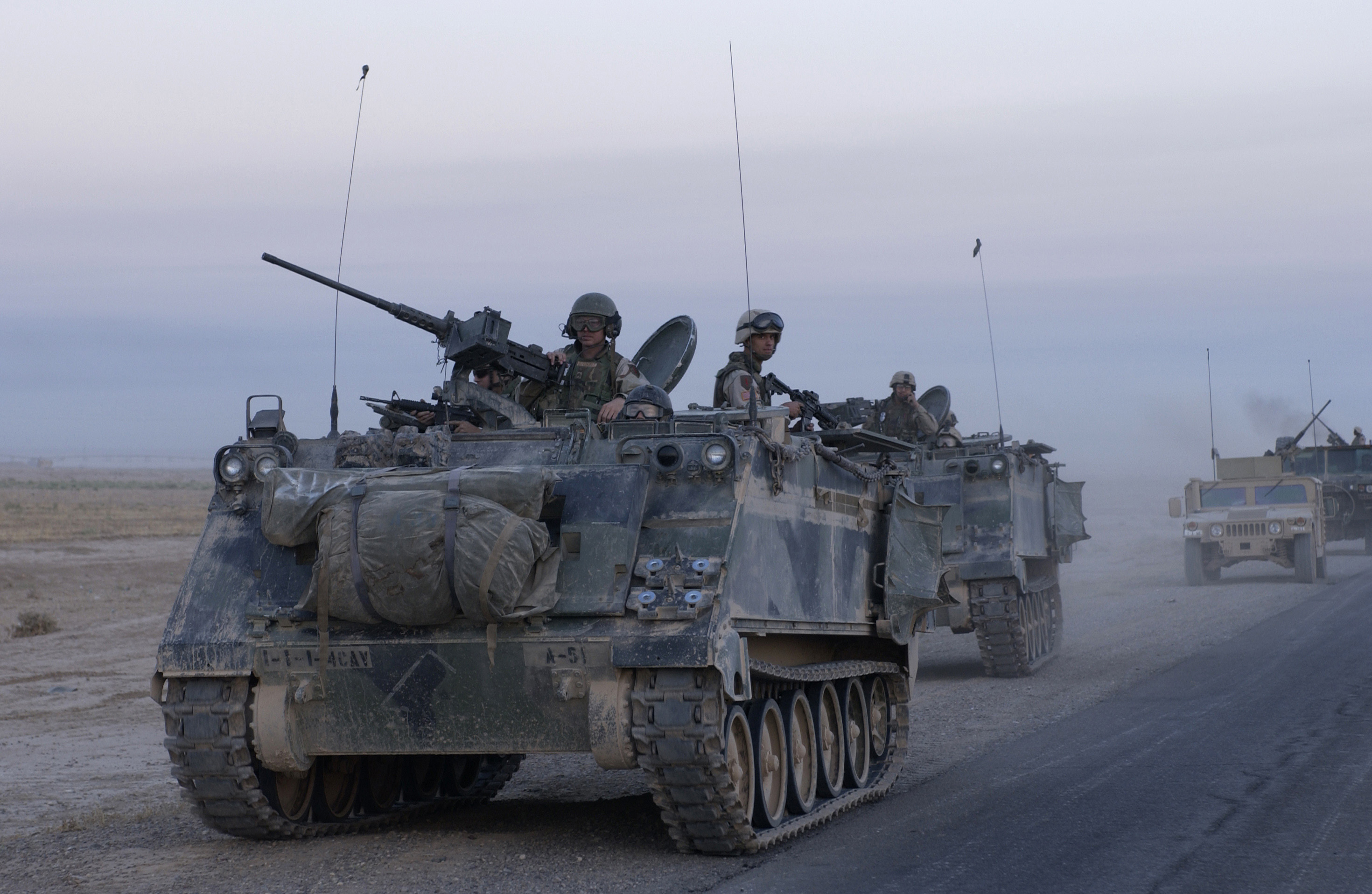
M113 estadounidense en Samarra (Irak) en 2004.

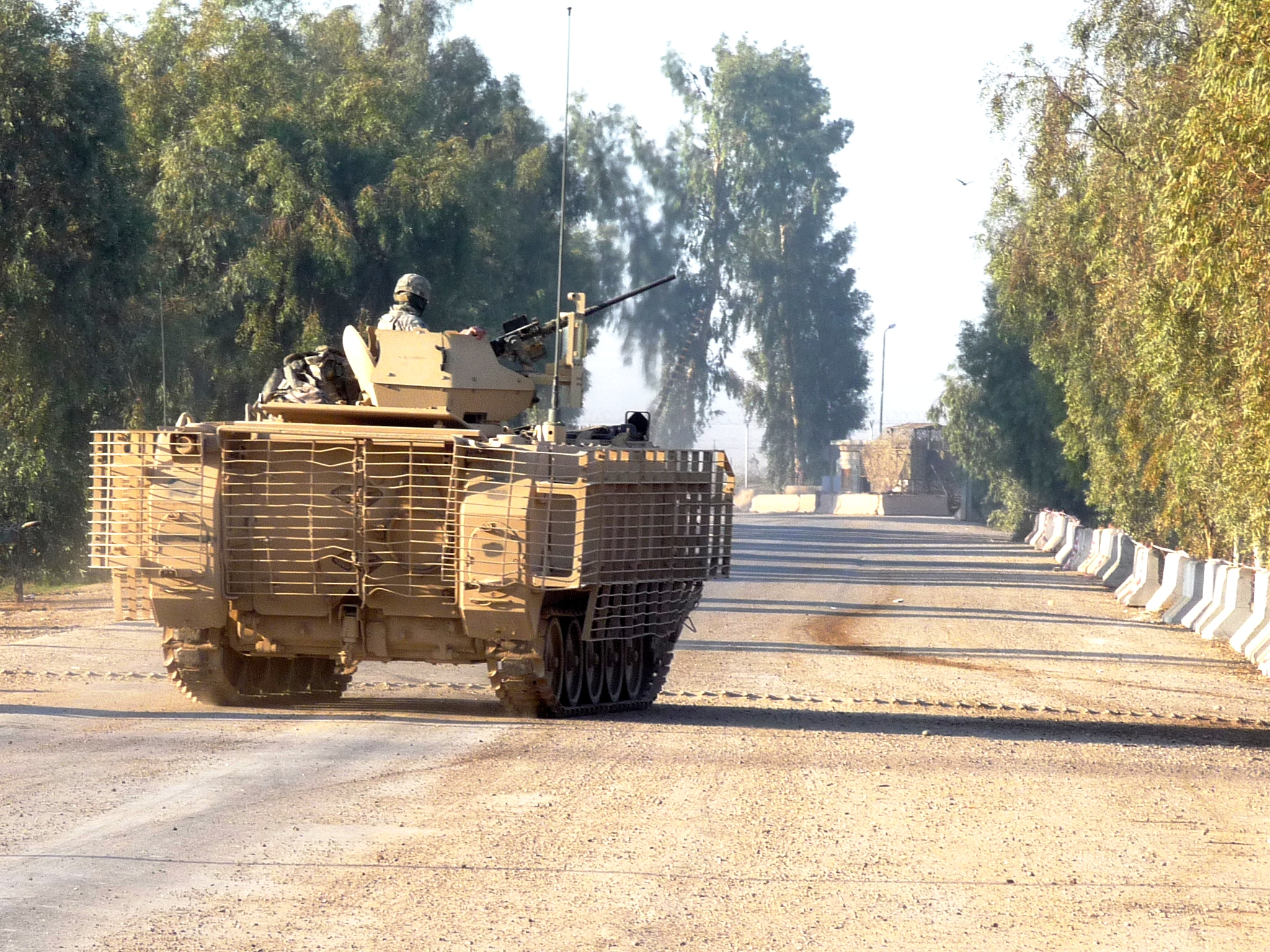
M113 asignado a la USAF patrullando en las cercanías de una base americana, año 2008. Se puede ver la diferencia en protección respecto a la foto anterior.

Los M113 iraníes participaron en la guerra Irán-Irak que duró entre 1980-1988. En enero de 1981, durante una batalla de carros, los iraníes perdieron cerca de un centenar de M113. 
En la guerra del Golfo de 1991 el M113 fue empleado por varios de los ejércitos aliados de EE. UU. (Arabia Saudí, Egipto, etc) así como por el propio Ejército estadounidense.
En Afganistán los estadounidenses, holandeses, noruegos, daneses y canadienses desplegaron sus M113, en versiones mejoradas. El Ejército afgano ha recibido M113, procedentes de excedentes de EE. UU., para luchar contra los talibanes.
En la Invasión de Iraq de 2003 el M113 todavía tomó parte activa, aunque relegado por el Bradley. Durante dicha invasión 23 M113 fueron destruidos y 160 fueron enviados a EE. UU. al final de la guerra para ser reparados. El Ejército estadounidense se vio obligado posteriormente a crear la versión mejorada RISE (mejoras en blindaje, torretas de control remoto, mejoras en cúpulas, etc.) para mejorar su supervivencia en ambientes urbanos. El Ejército de EE. UU. creó en 2005 una instalación en Iraq para mejorar la protección de los M113 desplegados en el país. En total 734 M113 fueron equipados en 2004 con el paquete de mejoras en protección y posteriormente 453 M113 en 2005. En Iraq el Stryker empezó a ganar el favor del Ejército al ser más rápido, aunque en Afganistán el M113 volvió a demostrar su maniobrabilidad en terrenos difíciles. El Ejército iraquí, refundado tras la invasión, fue dotado con varios centenares de M113 para luchar contra la insurgencia y posteriormente el Estado Islámico. Asimismo, el Ejército saudí ha empleado sus M113A2 en el Yemen.
En el Líbano, el M113 fue usado por todas las partes que tomaron parte en la guerra civil. Asimismo algunos países que aportaron tropas al contingente de la ONU también desplegaron M113 en Líbano. El Ejército libanés sigue empleando el M113 en la actualidad.

### Marruecos
En su lucha contra el Frente Polisario en el Sahara, el Ejército marroquí empleó algunos de sus M-113, en las versiones de defensa antiaérea M163 Vulcan y M113A1/A2. Los vehículos estaban integrados en los grupos móviles blindados que atacaban a las fuerzas del Polisario que cruzaban el muro.

### Turquía
Turquía usó sus M113 en la invasión de Chipre , perdiendo algunos en combate. Un M113 de la 5.ª Brigada Blindada turca fue capturado el 2 de agosto de 1974 y mostrado como trofeo. En sus operaciones contra las guerrillas kurdas se han empleado también los M113. Turquía ha comprado M113 de excedentes alemanes y ha desarrollado versiones actualizadas sobre la base del M113.

### Jordania
En la guerra de los Seis Días de 1967, el Ejército Real de Jordania estaba equipado con M113. Algunos fueron capturados por el Ejército israelí e incorporados a su inventario. En septiembre de 1970 participaron en las operaciones del Ejército jordano para expulsar a la OLP del país.

### Ucrania
El M113 es usado por Ucrania en la guerra ruso-ucraniana que acontece en ese país, suministrado principalmente por Estados Unidos y otros países de la OTAN. Son utilizados como Transporte Blindado de Personal y como ambulancia. Algunos de estos vehículos han sido destruidos por parte de ataques rusos y otros de estos blindados han sido capturados por fuerzas rusas. Para agosto de 2024, al menos 152 M113 habían sido dañados o destruidos, entre otras unidades capturadas.  También se reporta que unidades del M113, combatieron en la Ofensiva de Kursk de 2024. 

## Usuarios

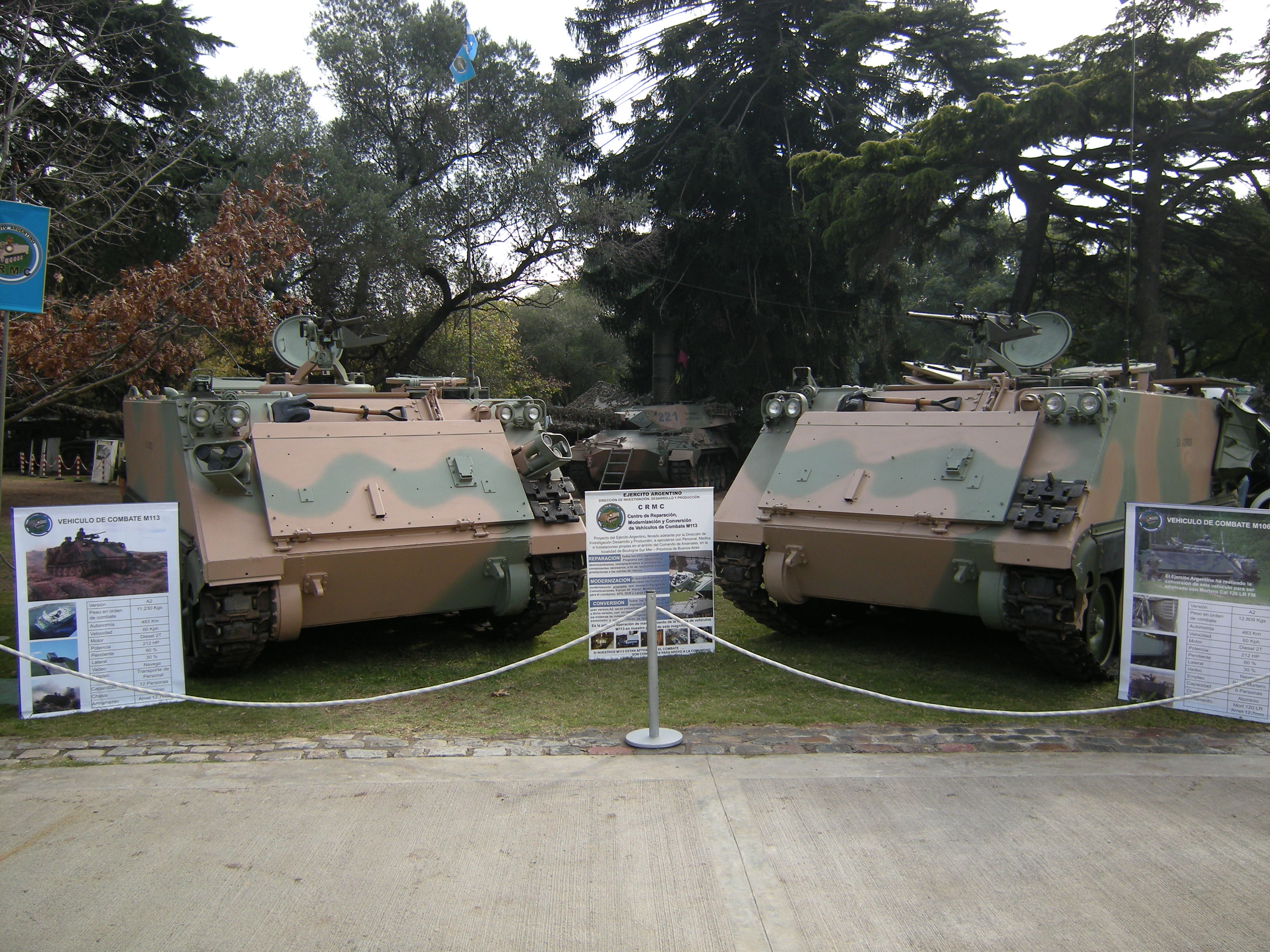
M-113 (izq) y M-106 (dcha), durante la Exposición del Ejército Argentino; mayo de 2008.

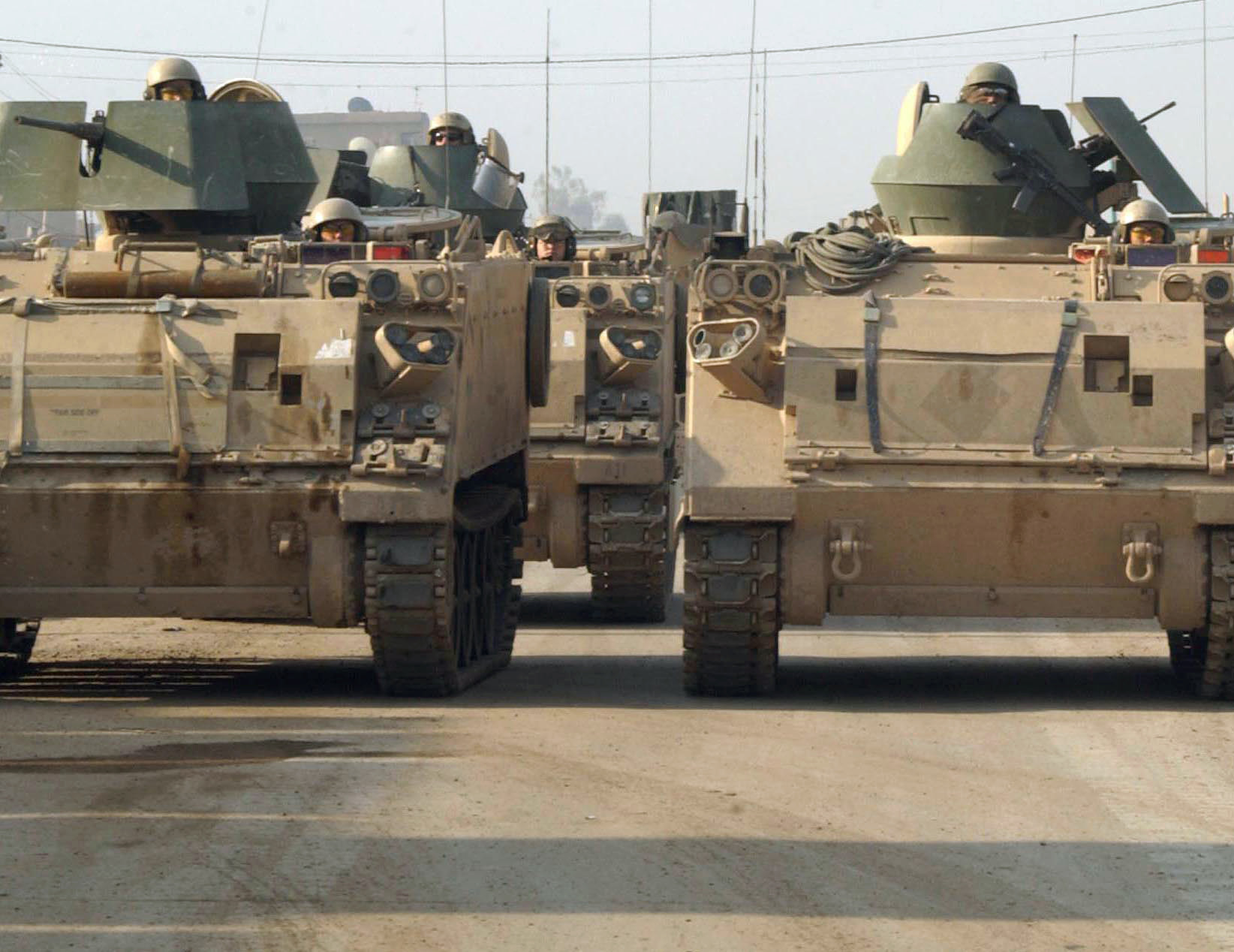
M113 de la 1.º División acorazada del US Army patrullando en Bagdad.

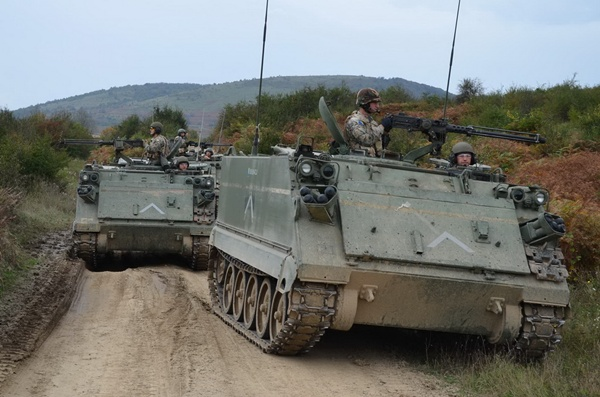
M113 del ejército bosnio.

### Actuales
- Afganistán
- Albania: 130.
- Alemania: 4.000 (se está reemplazando por el ATF Dingo y el Boxer MRAV). Quedaban 555 en 2008.
- Arabia Saudita: 1750.
- Argentina: 450 (2018).[70][71]
- Australia: 771.[71] Australia compró sus primeros M113 en los años 60 para reemplazar a sus blindados de ruedas debido a sus compromisos militares, se consideró al M113 más apto para operaciones en la jungla. Los empleó en combate en Vietnam.
- Baréin: 220.[71]
- Bolivia: 50.[71]
- Bosnia y Herzegovina: 80.
- Brasil: El Ejército opera el M113B, reclasificado con la letra “B” por ser reconstruidos localmente por Motopeca.
  - Ejército de Brasil: 580 (584 M113B y 14 M577).
  - Infantería de marina de Brasil: 29 (24 M113A1CAV, 2 M125 portamorteros de 81 mm, 2 M577 de mando, 1 M113A1G, 1 M806A1 ambulancia blindada).
- Camboya: 210.
- Canadá: 1200. Las versiones locales más señaladas son la Lynx de reconocimiento (blindaje modificado y armada con cañón de 20 mm) y la ADATS antiaérea (armada con 8 misiles ADATS). Canadá ha empleado sus M113 en combate en Irak y Afganistán.
- Chile: 687. La mayoría están armados con lanzagranadas de 40 mm Mk. 19 o torreta guiada a control remoto armada con un cañón Bushmaster de 25 mm y una ametralladora de 7.62 mm. 50 M113C&R Lynx comprados a Holanda y armados con una torreta con cañón Bushmaster de 25 mm y blindaje más reforzado.
- Chipre: 8.
- Colombia: 54.
- Corea del Sur: 540.
- Dinamarca: 632. 50 M113A2 reconvertidos en los años 90, armándolos con una torreta con cañón de 25 mm. Algunos M113 destinados en Yugoslavia recibieron blindaje adicional.
- Ecuador: 100.
- Egipto: 2650. Está produciendo dos modificaciones locales del M113: el EIFV, más grande y con la torreta del M2 Bradley, y el SIFV, M113 con blindaje reforzado para resistir impactos de munición de 23 mm.
- España: 1300 en distintas versiones se irán sustituyendo por el Dragón.
- Estados Unidos: Más de 10 000 (quedan 5000, también siendo usado por la NASA para evacuaciones de emergencia de astronautas, así como algunas unidades SWAT de policía)
- Filipinas: más de 100.
- Grecia: 1670.
- Guatemala: más de 30  unidades en servicio.
- Haití: varios M113A1 fueron donados por el US Army para ser usados por la Policía Nacional.
- Irak (Nuevo Ejército Iraquí): 740.
- Irán: 200.
- Israel (Fuerzas de Defensa Israelíes): 5500.
- Italia: 700. Italia ha producido localmente más de 3000 M113 en distintas versiones: VCC-1 (M113A1 con blindaje reforzado), Arisgator (versión anfibia del M113), VCC-2 (mejora del VCC-1), SIDAM 25 SPAAG (antiaéreo con montaje cuádruple de 25 mm). Italia empleó sus M113 en la antigua Yugoslavia.
- Jordania: 300.
- Kuwait: 80.
- Líbano: El Ejército del Líbano cuenta con más de 1000 transportes acorazados de tropas M113A2. Entre ellos unas 12 unidades equipadas como ambulancia, 16 AIFV-B-C25, otras con cañones antiaéreos bitubo de 23 mm y otras con lanzamisiles Tow o Milán. Se han hecho localmente modificaciones, armándolo con montajes antiaéreos dobles ZU-23 o cuádruples ZPU-4. Empleados durante la guerra civil libanesa por todos los bandos.
- Libia: Antes de la guerra de Libia de 2011 su Ejército operaba M113, en cantidades y origen desconocidos (no se sabe si fueron vendidos por EE. UU. en los años 60 o por Italia a finales de los 70). En 2011 el Gobierno buscó actualizar 50 M113. Las imágenes de la guerra civil mostraban a un M557 equipado con la torreta de un BMP-1, con su cañón 2A28 Grom de 73 mm o un M113 equipado con la torreta de un AML-90 .
- Macedonia del Norte: 30.
- Marruecos: 1150 actualmente sustituyendose por el Stryker.
- Noruega: 900.
- Pakistán: 1200. Al igual que otros países ha desarrollado una variante local, Talha. Este introduce mejoras solicitadas por el Ejército pakistaní.
- Perú: Se cuentan con 300 vehículos de este tipo, de los cuales 130 están activos.[71]
- Polonia: 35.
- Portugal: 150.
- República Democrática del Congo
- Singapur: 1.200 (está siendo reemplazado por el Bionix AFV). Quedan más de 750.
- Suiza: 400.
- Tailandia: 385.
- Taiwán: 675. Taiwán produjo una variante local, el CM-21.
- Turquía: Más de 3000. Sobre la base de la experiencia del Ejército turco y sobre el diseño del M113 se ha creado un desarrollo local, el CAV-15. Este cuenta con varias versiones (vehículo blindado, mortero transporte de tropas, ambulancia, Ingenieros). Se han hecho localmente modificaciones del M113: equipado con misiles FIM-92 Stinger.
- Ucrania: Más de 200 vehículos donados por Estados Unidos y países europeos en el marco de la guerra que se desarrolla en ese país.[72][73]
- Uruguay: 24.
- Vietnam: En 1975, el Ejército vietnamita incorporó todos los M113 capturados en el sur que le fue posible. Algunos M113 participarían después en la invasión de Camboya y en la posterior lucha contra la guerrilla. El M113 ha sido muy apreciado en Vietnam y ha sido objeto de numerosas adaptaciones para poderlo mantener en servicio (montaje de ametralladora rusa 12.7 mm y cañones chinos de 106 mm y 75 mm). En 2001, unos 80 M113 fueron reparados y actualizados localmente. En 2014 se evaluó un prototipo de M113 mejorado localmente.

### Anteriores
- Bélgica: 434.[71]
- Etiopía: 110.

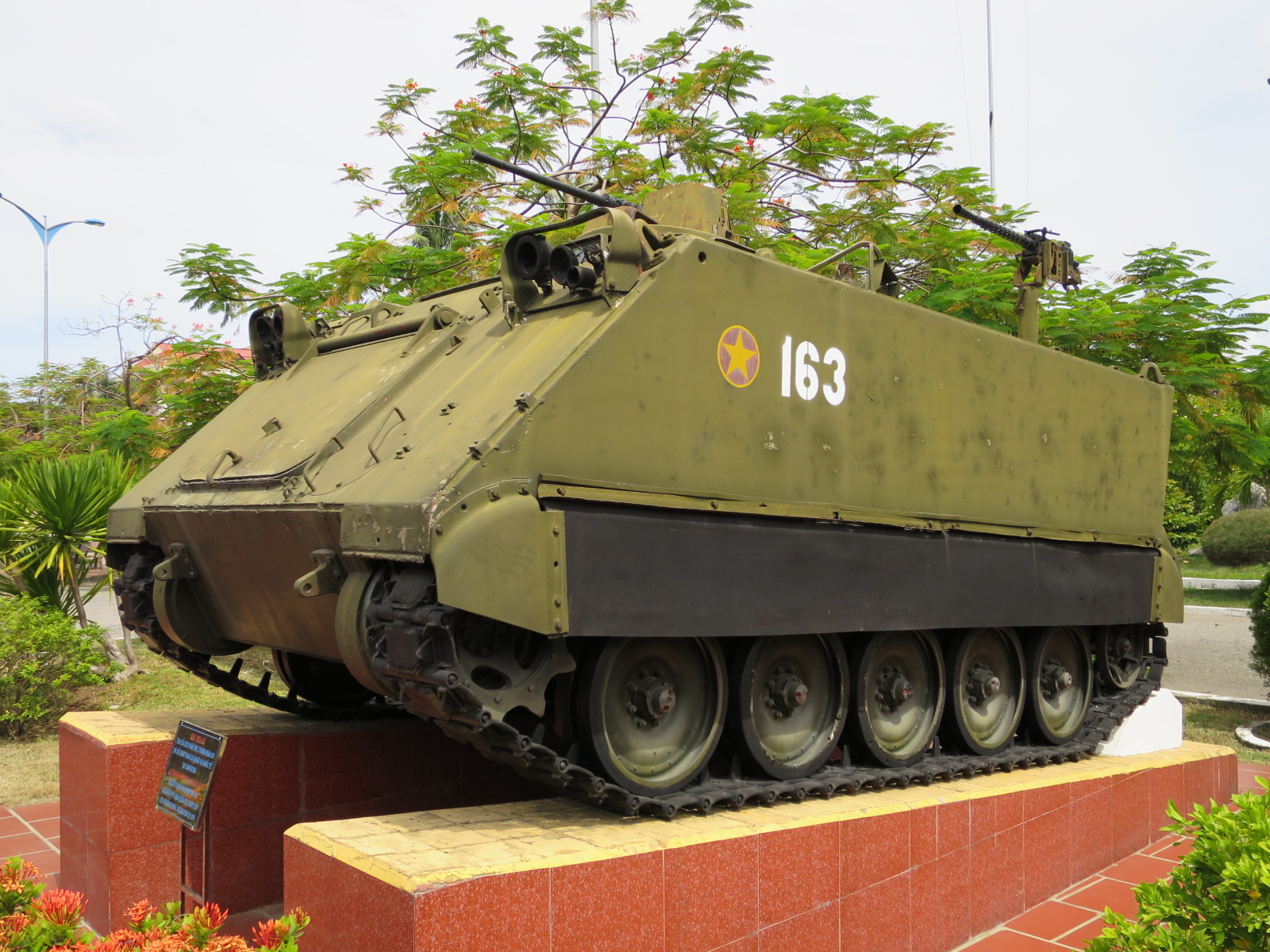
M113 del ejército vietnamita.

- Nueva Zelanda: 120 (reemplazado por el NZLAV III)
- Países Bajos: 600. Sobre la base del M113 se desarrolló el VCI YPR-7651A. Los M113 holandeses fueron empleados en la antigua Yugoslavia.
- Vietnam del Sur. Localmente se modificaron algunos M113, equipándolos con la torreta del M8 Greyhound . Se estima que en 1975 Vietnam contaba con 1.500 M113, que fueron absorbidos por las Fuerzas Armadas de la República Democrática de Vietnam .
- República Jemer
- Kampuchea Democrática
- República de Panamá: 200. Fueron retirados de servicio tras la invasión de EE. UU.

### Desarrollos relacionados
- AIFV
- K-30 Biho
- KIFV/K-200

### Listas relacionadas
- Anexo:Materiales del Ejército de Tierra de España
- Anexo:Equipamiento del Ejército Argentino